# Geschiedenis van Anhalt
Dit artikel geeft een overzicht van de geschiedenis van Anhalt. Anhalt is een regio in de Midden-Duitse deelstaat Saksen-Anhalt die zich uitstrekt van het oosten van de Harz tot de middenloop van de Elbe. Belangrijke steden in het gebied zijn Dessau, Bernburg, Köthen en Zerbst.
De geschiedenis van Anhalt is nauw verbonden met de dynastie van de Ascaniërs. Anhalt was het stamland van deze dynastie, die vooral tijdens de hoge middeleeuwen zeer invloedrijk was in het noordoosten van Duitsland. De dynastie verzwakte door de gewoonte om het land onder alle zonen te verdelen. Anhalt bestond daardoor een groot deel van zijn geschiedenis uit verschillende kleine vorstendommetjes, die weinig invloed konden uitoefenen op de omliggende vorstendommen.
In 1863 werd Anhalt definitief verenigd tot het hertogdom Anhalt. In 1918 werd de hertogelijke familie gedwongen om af te treden en werd Anhalt tot vrijstaat uitgeroepen. Na de Tweede Wereldoorlog werd Anhalt als deelstaat opgeheven en verloor het gebied zijn politieke zelfstandigheid.

## Prehistorie en oudheid

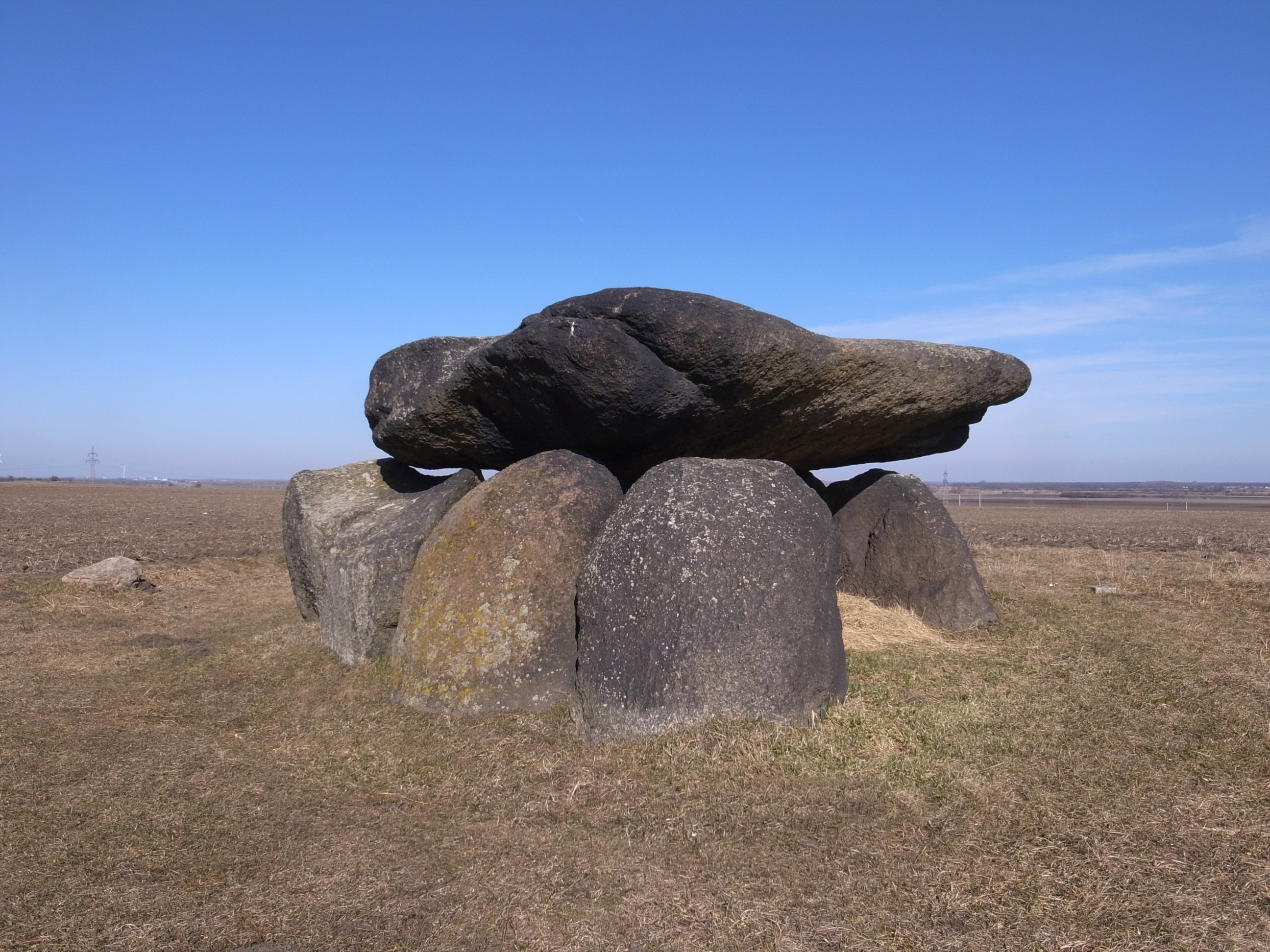
De hunebed bij Drosa werd tijdens het neolithicum (3200-2800 v. Chr.) gebouwd.

De oudste sporen van menselijke bewoning in het gebied dat later Anhalt zou worden zijn vuistbijlen uit ongeveer 200.000 v. Chr. Vanaf 8000 tot 5500 v. Chr., tijdens het Mesolithicum, werden de hoger gelegen gebieden bewoond door Jager-verzamelaars. Hierna verschenen de eerste landbouwers in het gebied, die naar de vorm van hun aardewerk de Bandkeramische cultuur genoemd worden. Tijdens het Neolithicum werd Anhalt bewoond door subgroepen van de Trechterbekercultuur: de Baalberger Cultuur (vanaf 4100 v. Chr.) en de Walternienburg-Bernburger Cultuur (vanaf 3200 v. Chr.). De bronstijd was van groot belang voor de culturele ontwikkeling van het gebied. Brons werd gebruikt voor het maken van wapens, sieraden en gebruiksvoorwerpen die duurzamer waren dan steen en koper.
Vanaf 1200 v. Chr. vestigden groepen mensen die tot de Lausitzcultuur behoorden zich vanuit het oosten in Anhalt. Een van de belangrijkste archeologische opgravingen waar resten van deze cultuur zijn gevonden ligt in de gemeente Coswig. Met de Lausitzcultuur begon ook de IJzertijd in Anhalt. Het is onduidelijk tot welke taalgroep de Lausitzcultuur behoorde. Zowel een Oerslavische als een Oergermaanse achtergrond zijn genoemd. Rond het jaar 0 werd Midden-Duitsland bewoond door de Sueben, een Germaanse stammengroep. De stammen die langs de Elbe leefden worden Elbe-Germanen genoemd. In Anhalt waren dat vooral Longobarden, Semnonen en Hermunduren.
De uitbreiding van het Romeinse Rijk heeft in Anhalt weinig sporen nagelaten. Er werd wel gehandeld tussen de Germaanse stammen en de Romeinen. Een expeditie onder leiding van Nero Claudius Drusus bereikte in 9 v. Chr. de Elbe. Drusus stierf na een val van zijn paard. Volgens latere volksverhalen zou hij zijn begraven in de hunebed van Drosa.

## Middeleeuwen

### Vroege middeleeuwen
Vanaf de vierde eeuw na Chr. trokken de meeste Elbe-Germanen naar het zuiden en het oosten weg. Ten oosten van de Elbe en de Saale werd hun plaats ingenomen door Slavische stammen. Het gebied tussen de Harz en de Saale bleef overwegend Germaans. Later werd dit gebied de Schwabengau genoemd. Vanaf de zevende eeuw kwam het onder invloed van de Saksen. Tussen 772 en 804 onderwierp de Frankische koning Karel de Grote de Saksen tijdens een reeks oorlogen. Tegelijkertijd werden de voormalig Sakische gebieden gekerstend. In 780 werd in Seligenstadt een missioneringscentrum opgericht. In 804 werd de plaats het centrum van een bisdom. Tien jaar later werd de bisschopszetel naar Halberstadt verplaatst. De Saale en de Elbe vormden de grens tussen het christelijke Frankische Rijk en de heidense Slaven. Hoewel de Franken verschillende veldtochten tegen de Slaven ondernamen en in 839 twaalf Slavische burchten veroverden (waaronder de sterke Kesigesburg bij Cösitz), bleven de Slavische stammen relatief onafhankelijk.

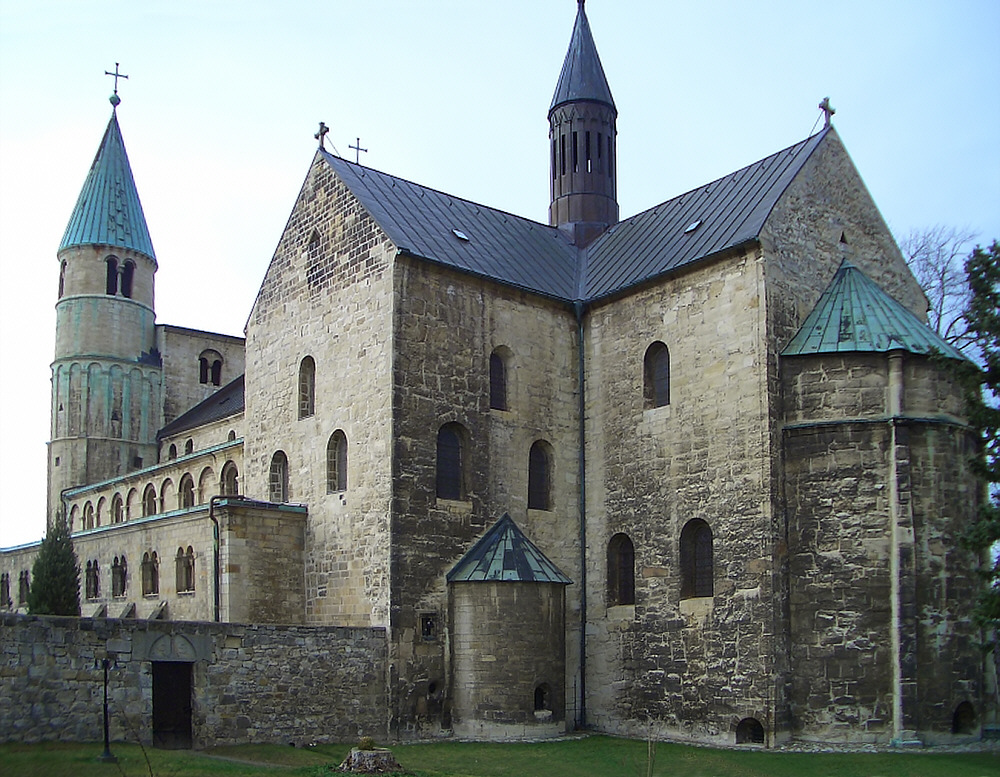
De Stiftskerk Sint-Cyriacus in Gernrode. In 959 werd het bijbehorende klooster door markgraaf Gero gesticht.

De grens bleef tot de tiende eeuw min of meer onveranderd; de Karolingische koningen zagen de grens vooral als een verdedigingslinie. De latere Duitse koningen uit het Saksische huis probeerde actief nieuwe gebieden in het oosten te veroveren. Hertog Hendrik van Saksen, die in 919 Duits koning werd, richtte een aantal burchten op in de Slavische gebieden ten oosten van de Saale, die vooral bedoeld waren als bescherming tegen invallen van de nomadische Hongaren. Onder zijn zoon keizer Otto I de Grote werden de nieuw veroverde gebieden in het Rijk geïntegreerd. In 937 benoemde Otto I Gero, een Saksische edelman, tot markgraaf van de Saksische Oostmark en gaf hem de opdracht om de gebieden ten oosten van de Elbe in te nemen. Na een lange strijd veroverde Gero de landen tussen de Elbe en de Oder en wist zo zijn gebied aanzienlijk te vergroten. Opstanden van de Slaven sloeg hij met harde hand neer. Daarnaast stichtte Gero de twee oudste kloosters van Anhalt: het klooster van Frose en het vrouwensticht Sint-Cyriacus in Gernrode.
Na de dood van Gero in 965 werd de Oostmark opgedeeld in vijf kleinere marken - de Noordmark, de mark Meißen, de mark Lausitz, de mark Merseburg en de mark Zeitz. Het latere Anhalt kwam in de Mark Lausitz te liggen. In 983 kwamen de Slavische stammen in opstand tegen de Duitse overheersing en de ten oosten van de Elbe gelegen gebieden gingen voor het Duitse of Heilige Roomse Rijk verloren. De tussen de Saale, de Elbe, de Mulde en de Fuhne gelegen gouw Serimunt bleef wel behouden. Samen met de Schwabengau kwam de gouw Serimunt in handen van de dynastie van de Billungers. Het kernland van het latere Anhalt bestond uit deze twee gouwen.

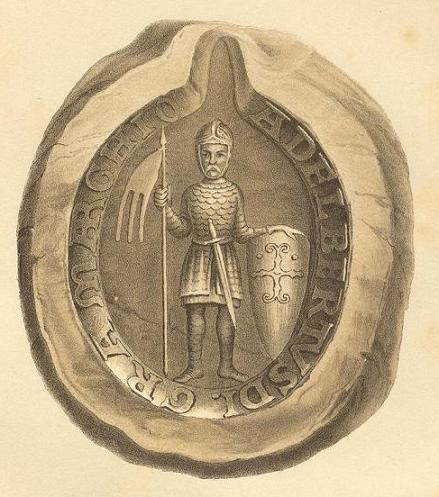
Het zegel van Albrecht de Beer, de eerste heerser die zich markgraaf van Anhalt noemde.

### De opkomst van de Ascaniërs
Een deel van bezittingen van de Billungers ten oosten van de Harz werden na 1032 geërfd door Esiko, de stamvader van de Ascaniërs. Zijn zoon Adalbert was de eerste van wie bekend is dat hij grafelijke rechten over het gebied rond Ballenstedt kon uitoefenen. Adalberts zoon Otto (ca. 1070-1123) erfde daarnaast de overgebleven delen van de Noordmark. Otto was een van de Duitse edelen die het na 983 afgebroken proces van verovering van de Slavische gebieden ten oosten van de Elbe voorzette. Op 9 februari 1115 versloeg hij een Slavische legermacht en breidde hij zijn gebieden uit met Roßlau en Coswig.
Otto werd opgevolgd door zijn zoon Albrecht de Beer. Albrecht was de eerste die zich markgraaf van Anhalt noemde, naar de burcht Anhalt in het oosten van de Harz. Albrecht was ook de eerste die de titel 'graaf van Aschersleben' voerde. De geslachtsnaam Ascaniërs is afgeleid van de Latijnse vertaling van deze titel (comes Ascanie).
Albrecht de Beer was een van de machtige vorsten uit zijn dynastie. In 1134 werd hij graaf van Weimar-Orlamünde en in 1138 werd hij door Rooms-koning Koenraad III tot hertog van Saksen benoemd. Nadat een aantal van zijn burchten, waaronder de burcht Anhalt, tijdens een oorlog met de rivaliserende Welfen-dynastie waren platgebrand, moest hij zijn hertogstitel echter weer opgeven. Albrecht had meer succes met zijn oorlogen tegen de Slaven. In 1157, tijdens een kruistocht tegen de Slaven, veroverden Albrechts troepen de burcht Brandenburg op de Slaven. Om zijn pas veroverde landen te bevolken trok Albrecht kolonisten aan uit onder andere Westfalen, Vlaanderen en Holland. De Slavische bevolking werd langzaam geassimileerd. Tot de Dertigjarige Oorlog (1618-1648) werd door een deel van de bevolking in het oosten van Anhalt echter nog een Slavische taal gesproken. Door de uitbreiding naar het oosten verschoof ook het culturele centrum van Anhalt. Terwijl meer oostelijk gelegen plaatsen als Bernburg, Köthen, Dessau en Coswig groeiden en stadsrechten kregen, bleven de steden en marktplaatsen in het westen klein. De enige uitzondering was de belangrijke stad Aschersleben.

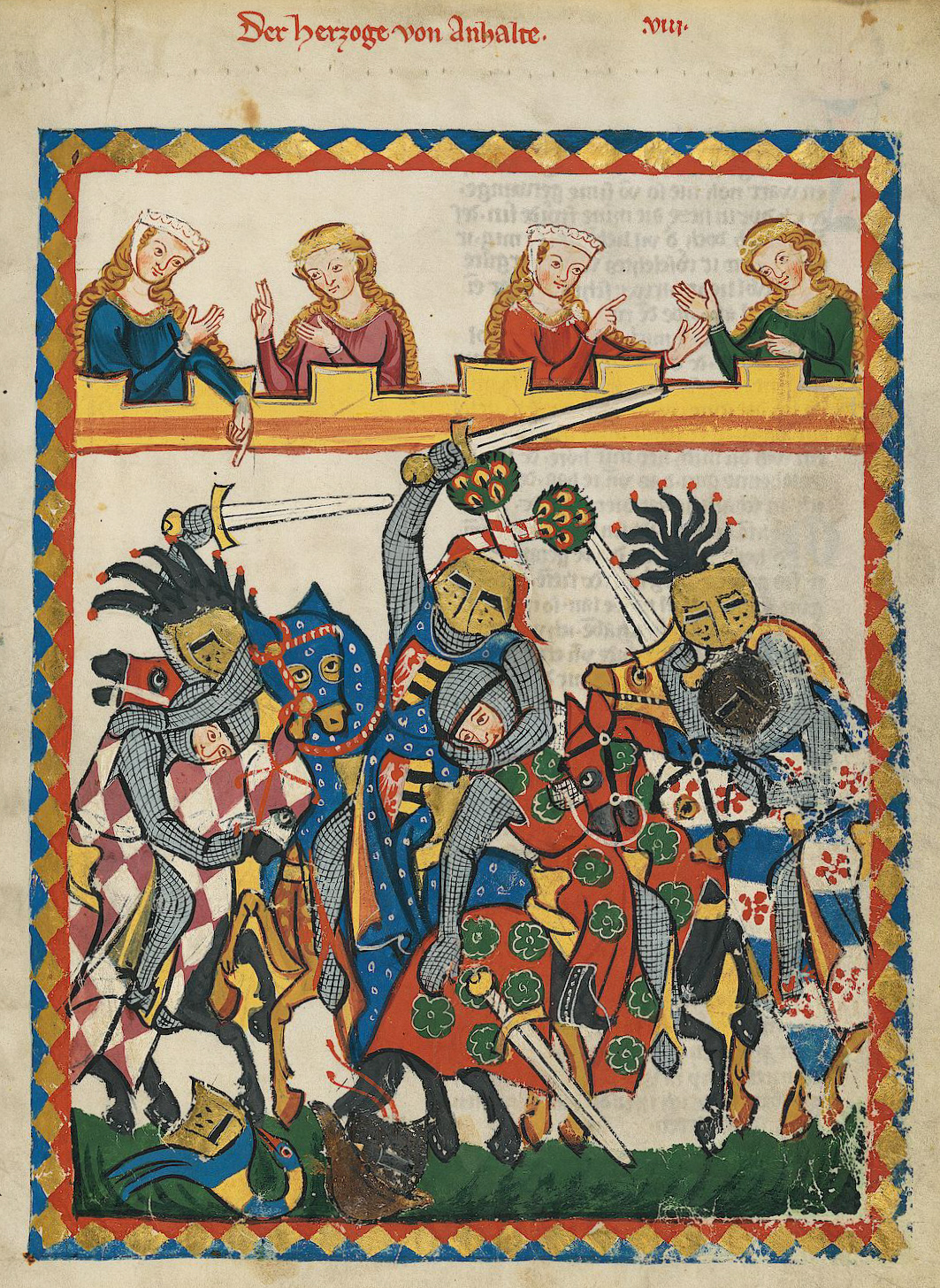
Hendrik I van Anhalt was de eerste vorst van Anhalt. Als beroemd minnezanger werd hij opgenomen in de Codex Manesse.

### De eerste delingen
Evenals andere Duitse vorstenhuizen kenden de Ascaniërs geen eerstgeboorterecht. Na de dood van Albrecht de Beer verdeelden zijn zonen daarom zijn erfenis onder elkaar. Otto kreeg Brandenburg, Herman kreeg Weimar-Orlamünde en de Anhaltse gebieden vielen aan Albrechts jongste zoon Bernhard. In 1180 werd Bernhard door keizer Frederik I Barbarossa tot hertog van Saksen benoemd. De keizer had het grootste gedeelte van het hertogdom echter eerst verdeeld onder een aantal Noord-Duitse graven en bisschoppen, zodat Bernhards hertogdom alleen bestond uit enkele kleine gebieden ten oosten van de Elbe. Uit Bernhards regeringsperiode stammen veel van de Romaanse dorpskerken die in Anhalt bewaard zijn gebleven.
Na Bernhards dood in 1212 verdeelden zijn zoons hun vaders bezittingen opnieuw. De oudste, Hendrik, kreeg de graafschappen in Anhalt, terwijl Albrecht de Saksische hertogstitel met de gebieden rond Wittenberg en Lauenburg kreeg. Hendrik wist verschillende heerlijke en grafelijke rechten te verenigen tot een min of meer aaneengesloten rechtsgebied. In 1215 noemde hij zich voor het eerst vorst van Anhalt (princeps in Anahalt). Hendrik en zijn opvolgers waren de eerste en lange tijd ook enige graven die tot de kleine kring van rijksvorsten behoorde.
Tijdens de regering van Hendrik I schreef Eike von Repgow, een ridder uit het Anhaltse dorp Reppichau, een van de eerste rechtsboeken uit de Duitse geschiedenis: de Saksenspiegel. Hierin werd het Saksische gewoonterecht voor het eerst schriftelijk vastgelegd. Een andere belangrijke gebeurtenis die tijdens Hendriks regering plaatsvond was de verlening van het Privilege van Worms (1231). Hierin bevestigde Rooms-koning Hendrik VII dat de rijksvorsten, en dus niet de koning of keizer, verantwoordelijk waren voor het bestuur van hun landen, de rechtspraak, het innen van tollen en het slaan van munten.
Rond 1259 verdeelden de zoons van Hendrik I hun erfenis. Zijn oudste zoon Hendrik kreeg Anhalt-Aschersleben, zijn tweede zoon Bernhard kreeg Anhalt-Bernburg en zijn jongste zoon Siegfried kreeg Anhalt-Köthen. Door de verdelingen werden de Ascaniërs gemarginaliseerd in de rijkspolitiek.

### Crisis en groei in de late middeleeuwen

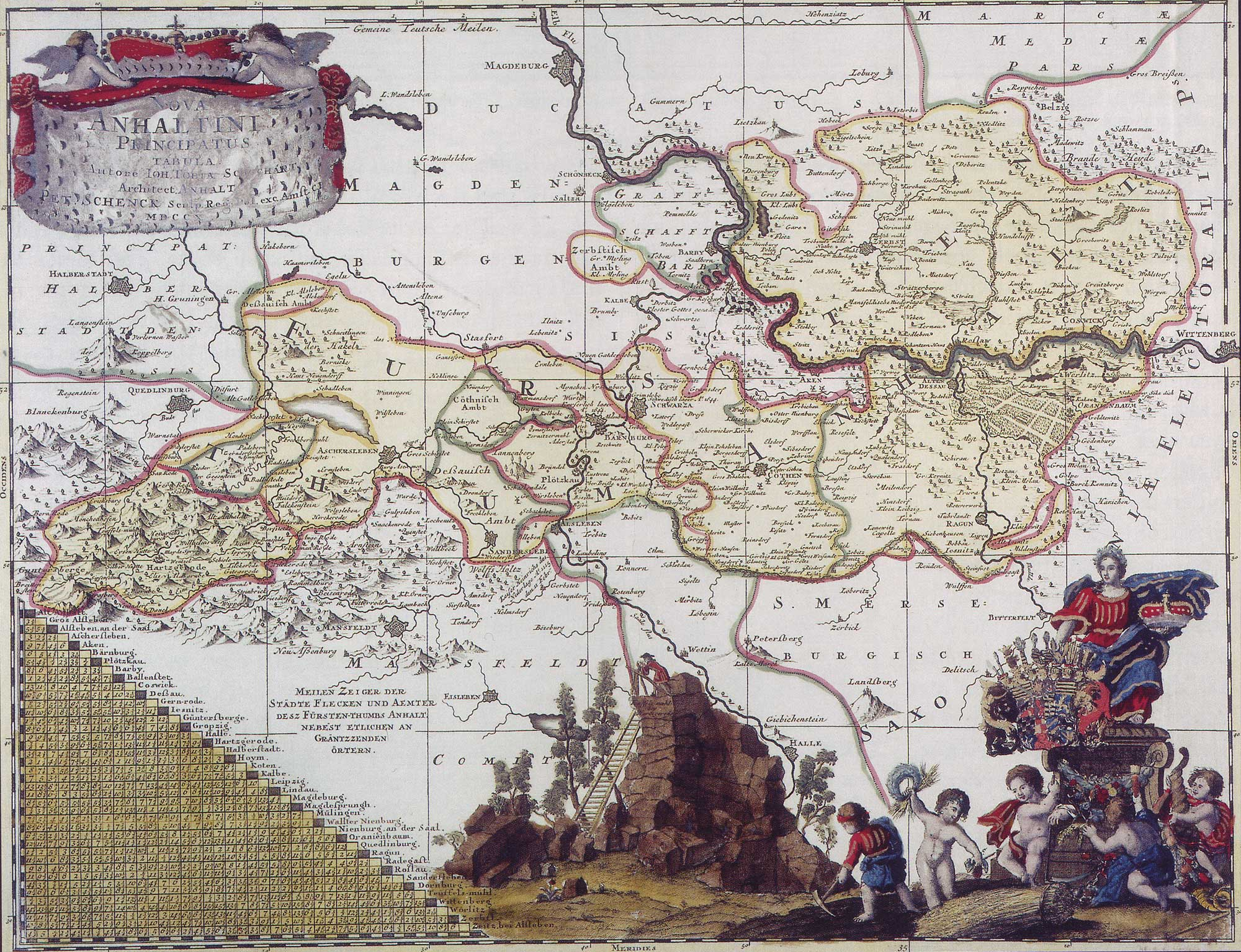
De vorsten van Anhalt hebben hun aanspraak op Aschersleben nooit opgegeven. Op deze kaart van Anhalt uit 1705 werd Aschersleben nog steeds als Anhalts grondgebied ingetekend.

In 1307 wist Albrecht I van Anhalt-Köthen de rijke stad Zerbst in handen te krijgen. Zerbst groeide in korte tijd uit tot de grootste en belangrijkste stad in Anhalt. In 1321 ging het graafschap Aschersleben echter verloren. Na het uitsterven van het Huis Anhalt-Aschersleben in 1315 verloren hun erfgenamen van Anhalt-Bernburg in 1322 Aschersleben aan de bisschoppen van Halberstadt. Ondanks protesten bij de keizer wisten de vorsten van Anhalt het verloren gebied niet meer terug te winnen. Door het verlies van Aschersleben werd het oostelijke deel van Anhalt gescheiden van het oude stamgebied in de Harz.
Aan het einde van de dertiende en aan begin van de veertiende eeuw maakten de steden van Anhalt een periode van groei door. Zerbst was de grootste stad. Dessau was vrij klein, maar het belang van deze stad nam toe dankzij de ligging ervan op een oversteekplaats aan de rivier de Mulde. Ook Köthen groeide door zijn positie als oversteekplaats, maar ook door de aanwezigheid van het vorstelijke hof in de bij de stad gelegen burcht. Bernburg bestond uit drie verschillende steden met verschillende rechten die van elkaar gescheiden werden door stadsmuren. Vanwege de ligging van de burcht boven de steden werd Bernburg de "Kroon van Anhalt" genoemd. Coswig was het geestelijke centrum van het vorstendom Anhalt-Köthen, waar de vorsten twee kloosters stichtten en de Duitse Orde een commanderij in het nabijgelegen Buro bezat. Omdat in Anhalt weinig kastelen en burchten stonden, waren de steden met hun grachten en stadsmuren ook van wezenlijk belang voor de landsverdediging.
Door het verlies aan prestige werd het voor de Anhaltse vorsten steeds moeilijker om voor hun zoons en dochters hoge kerkelijke posities te verwerven. Ook wisten de vorsten van Anhalt hun erfaanspraken geen kracht bij te zetten toen de andere takken van de Ascaniërs uitstierven. Zo gingen Brandenburg in 1320, Saksen-Wittenberg in 1423 en Weimar-Orlamünde in 1486 voor de dynastie verloren. Van Saksen-Wittenberg erfden ze in 1423 alleen het graafschap Plötzkau.
Om volgens de vorstelijke levensstijl te kunnen leven en hun dochters passende bruidsschatten te kunnen meegeven was veel geld nodig. De schulden van de vorsten liepen daardoor steeds hoger op. Om het inkomen op korte termijn zeker te stellen verpandden de vorsten hun rechten, domeinen en zelfs een aantal plaatsen, waaronder Harzgerode, Güntersberge, Wörlitz, Plötzkau en zelfs de ruïnes van de burcht Anhalt. Toch kon de vorst van Anhalt-Zerbst in 1370 zijn gebied uitbreiden met het graafschap Lindau. In 1468 stierf de linie Anhalt-Bernburg uit, waarna de aartsbisschop van Maagdenburg het gebied in handen probeerde te krijgen. Alleen door de steun van keizer Frederik III bleef Bernburg in het bezit van Anhalt, maar door het conflict raakten de vorsten nog dieper in de schulden. Pas na 1500 zetten de heersers van Anhalt zich in om hun gezamenlijke positie te verstevigen.

## Vroegmoderne tijd

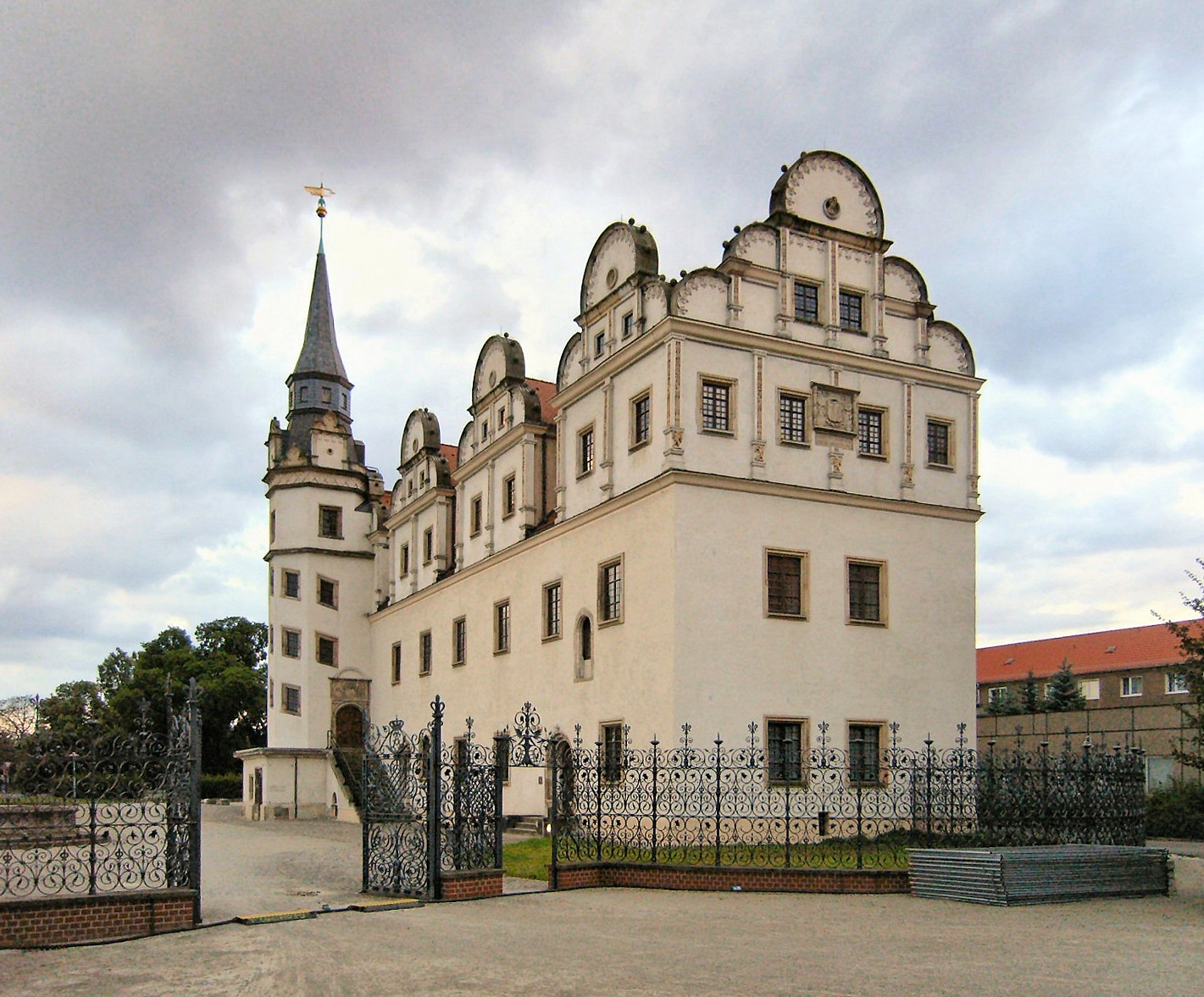
De Johannbau is het enige overgebleven deel van het stadspaleis in Dessau. Het gebouw is vernoemd naar Johan IV van Anhalt.

### Staatsvorming
Aan het begin van de zestiende eeuw begon in Anhalt een proces van staatsvorming en territorialisering. De vorsten zagen af van delingen en verpandingen waardoor het land verder zou verzwakken. Het bestuur werd gemoderniseerd door de invoering van belastingen en de oprichting van Ämter. Ook verstevigden de vorsten hun invloed op de kerk. Steeds meer bestuurlijke taken werden overgedragen aan vorstelijke beambten, die een eed van trouw aan de vorst moesten zweren. Naast edelen werden ook steeds vaker rechtsgeleerden aangesteld als beambten. Vanaf 1532 riepen de vorsten ook regelmatig landdagen bijeen die hen bij het bestuur moesten adviseren. De landdagen bestonden uit afgevaardigden van de geestelijkheid, de ridderschap en de steden. De zware schuldenlast heeft er uiteindelijk toe bijgedragen dat de modernisering van het bestuur van Anhalt in vergelijking met andere Duitse vorstendommen relatief snel verliep.
De vorstelijke familie streefde naar erkenning als gelijken van de Brandenburgse Hohenzollerns en het Saksische huis Wettin. Om hun status te benadrukken werden oude woonkastelen, zoals het slot van Dessau en de burcht van Bernburg, omgebouwd in renaissancestijl. Geschiedschrijvers in dienst van het hof voerden de afstamming van de dynastie terug op de Bijbelse Askenaz, die als voorvader van alle Duitsers voorgesteld werd, en Ascanius, een zoon van de Trojaanse held Aeneas.

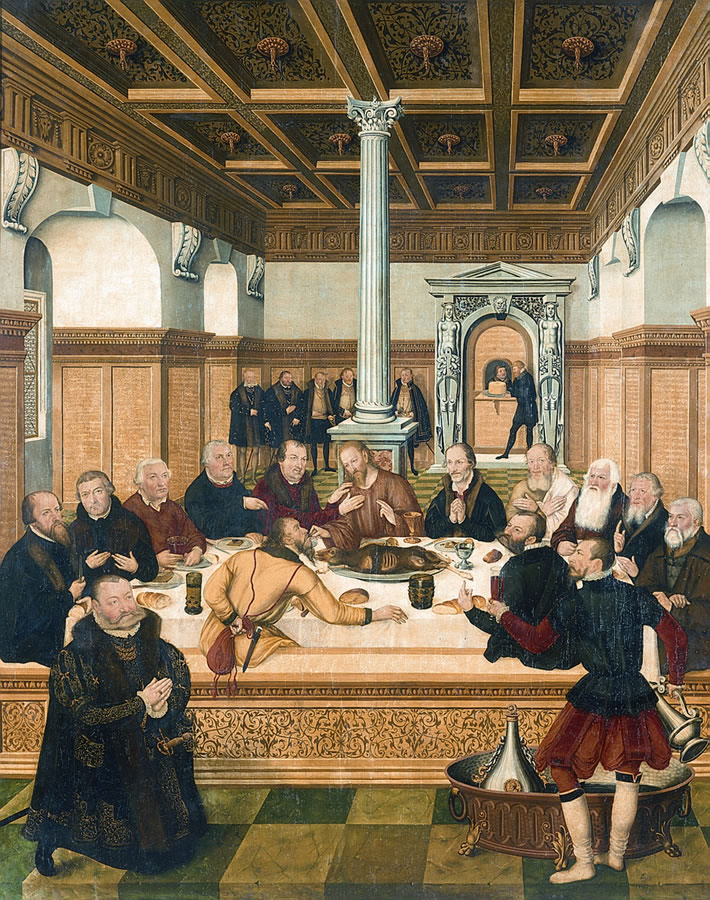
Het Dessauer Avondmaal door Lucas Cranach de Jongere. Op het schilderij zijn meerdere vorsten van Anhalt te zien. George III zit op de ereplaats tussen Jezus Christus, aan het hoofd van de tafel, en Luther in.

### De eerste reformatie
De ideeën van de reformatie verspreidden zich relatief snel in Anhalt. Wittenberg, waar Maarten Luther in 1517 zijn 95 stellingen publiceerde, lag relatief dichtbij. In 1521 leerde vorst Wolfgang van Anhalt-Köthen Luther kennen op de Rijksdag van Worms. Een jaar later nodigde hij Luther uit om te preken in Zerbst. Als een van de eerste heersers in het Heilige Roomse Rijk voerde Wolfgang tussen 1524 en 1525 het lutheranisme in het vorstendom Anhalt-Köthen in. Op de Rijksdag van Spiers in 1529 was Wolfgang een van de zes vorsten die protesteerden tegen het verbod op verdere verbreiding van het lutheranisme. Later is de naam "protestanten" hiervan afgeleid.
Het vorstendom Anhalt-Dessau bleef onder invloed van vorstin-weduwe Margaretha van Munsterberg aanvankelijk katholiek. Zij zag het nieuwe geloof als oorzaak van de Boerenopstand. Anhalt werd niet zwaar getroffen door de opstand, maar in het Harzgebied hadden de opstandige boeren wel een aantal kloosters geplunderd. Na Margaretha's dood in 1530 bekeerden haar zoons zich echter tot het lutherse geloof. George III onderhield nauw contact met Luther en zijn naaste medewerker Philipp Melanchthon. George III besloot om zelf de kerkelijke visitatie uit te voeren om te kunnen controleren of de geloofsregels werden nageleefd. In 1545 stelden de vorsten een gezamenlijke kerkorde op, waarin ze de verantwoordelijkheid voor alle kerkelijke zaken op zich namen. Daarvoor was Anhalt kerkelijk verdeeld geweest tussen de bisdommen Maagdenburg, Brandenburg en Halberstadt.

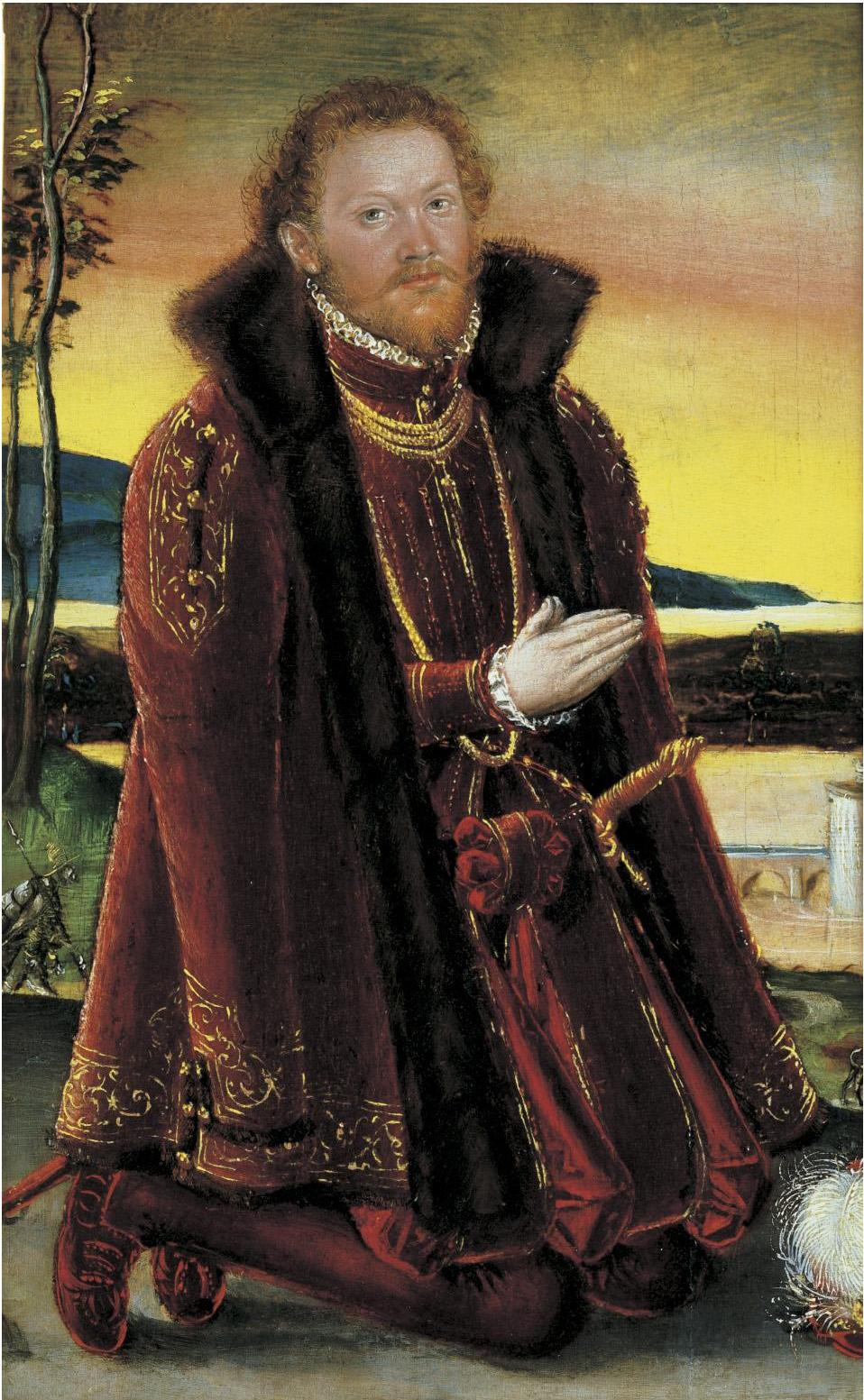
Portret van Joachim Ernst, die vanaf 1570 als enige heerser van Anhalt regeerde.

In 1546 brak de Schmalkaldische Oorlog uit tussen de katholieke keizer Karel V en een aantal protestantse rijksvorsten die zich hadden verenigd in het Schmalkaldisch Verbond. Wolfgang van Anhalt steunde de protestanten en werd door de keizer in de rijksban gedaan. Na de nederlaag van het verbond in 1547 bezetten keizerlijke troepen het vorstendom Anhalt-Köthen. In 1552 kreeg Wolfgang zijn gebieden weer terug toen de Vrede van Passau gesloten werd. Door de Godsdienstvrede van Augsburg in 1555 kregen de Duitse vorsten het recht om zelf het heersende geloof in hun gebieden te bepalen.

### Vereniging en de tweede reformatie
De meeste vorsten uit de periode van de reformatie stierven kinderloos, waardoor Joachim Ernst vanaf 1570 als enige regerende vorst van Anhalt overbleef. Twee jaar later vaardigde Joachim Ernst een vernieuwde kerkorde en een staatsregeling (Landesordnung) voor heel Anhalt uit.
Ondertussen was in Saksen, de geboorteplaats van de reformatie, een conflict ontstaan over de theologische erfenis van Luther. De aanhangers van Philipp Melanchthon, de Philippisten, stonden tegenover een theologen die een meer orthodox lutheranisme aanhingen: de gnesio-Lutheranen. Joachim Ernst liet Philippisten die in Saksen vervolgd werden in zijn land toe. Uiteindelijk ontstond er zelfs een openlijke strijd tussen Anhaltse en Saksische theologen. De kerk in Anhalt begon zich meer te richtten naar het Franse calvinisme. Vanaf 1578 werden predikanten niet meer in Wittenberg maar in Zerbst gewijd, wat als oprichtingsmoment van de Evangelische Landeskirche Anhalts gezien wordt. In 1582 richtte Joachim Ernst het Gymnasium Illustre (Zerbst) op om beambten, leraren en theologen in Anhalt zelf op te leiden.
Rond 1600 werd Anhalt officieel calvinistisch. De Lutherse catechismus werd afgeschaft, schilderijen werden uit de kerken verwijderd en de altaren werden afgebroken en vervangen door eenvoudige tafels. In de rijkspolitiek verbonden de vorsten van Anhalt zich met de andere geformeerde vorstendommen, zoals de Palts en Hessen-Kassel. Door middel van huwelijken verbonden de vorstenhuizen van deze landen zich met elkaar. De door de vorsten opgelegde "tweede reformatie" werd niet meteen door alle gelovigen geaccepteerd. Calvinistische dominees werden meestal alleen genegeerd, maar soms ook bekogeld en uitgescholden. Regelmatig pisten de mannen vanaf de balkons in de kerk naar beneden.

### Deling en oorlog

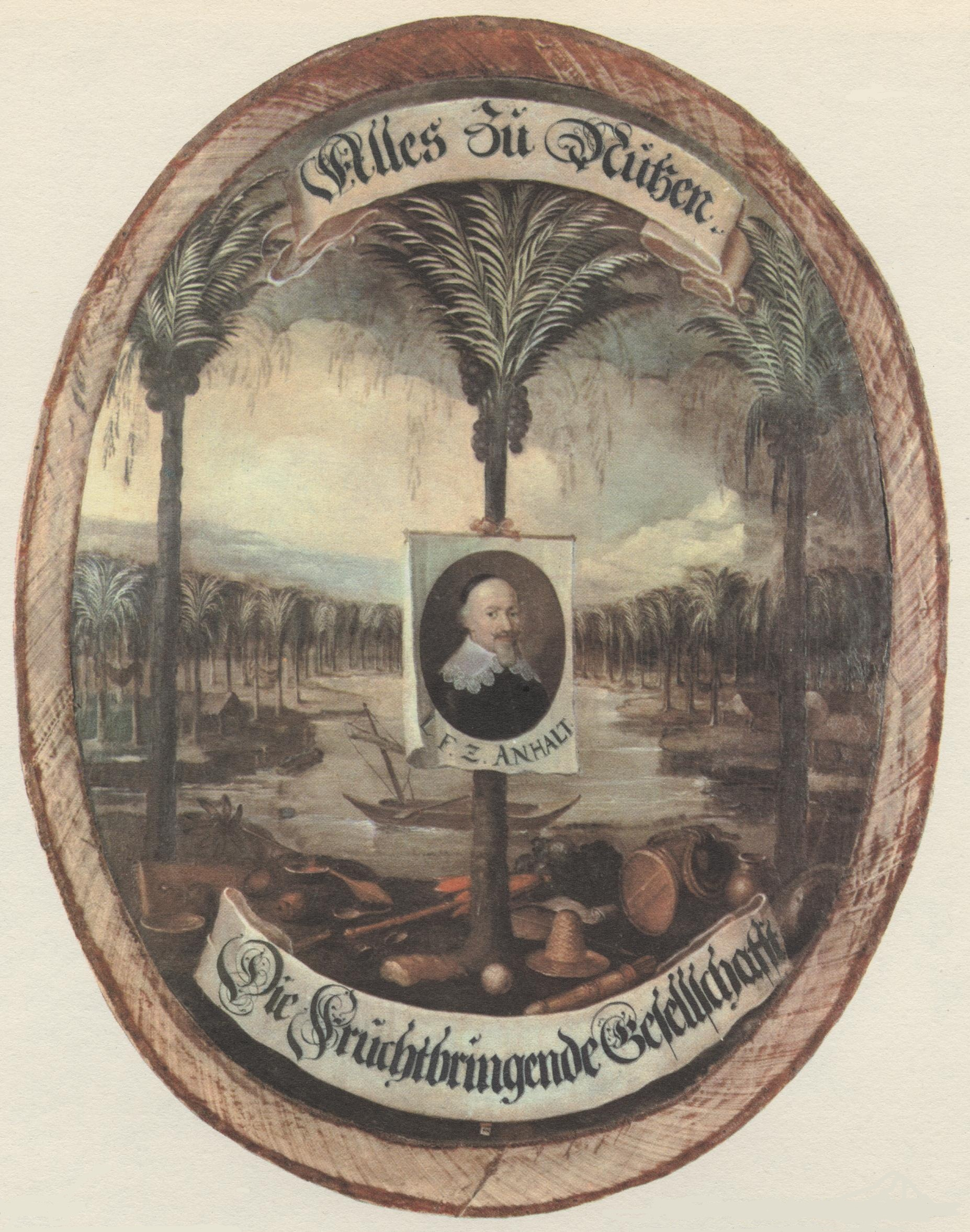
Teken van het Fruchtbringende Gesellschaft, met een portretje van Lodewijk I van Anhalt-Köthen.

De eenheid van het vorstendom Anhalt duurde slechts drieëndertig jaar. Tussen 1586 en 1606 regeerde Joachim Ernsts zoon Johan George I in naam van zijn jongere broers. Op 30 juni 1603 sloten de broers een delingsverdrag, dat in 1606 uitgevoerd werd. Johan George I kreeg Anhalt-Dessau, Christiaan I kreeg Anhalt-Bernburg, Rudolf kreeg Anhalt-Zerbst en Lodewijk I kreeg Anhalt-Köthen. August zag af van zijn erfdeel en werd schadeloos gesteld met een geldsom. In 1611 verkreeg hij het bestuur over Plötzkau, dat echter onderdeel bleef van Anhalt-Bernburg. De vorstendommen waren zelfstandig, maar de oudste regerende vorst, de senior, was verantwoordelijk voor gemeenschappelijke aangelegenheden. Hij beheerde het archief, de inkomsten uit de mijnbouw en de resten van de burcht Anhalt. Op de rijksdag voerde de senior de stemmen van het vorstendom Anhalt en de in 1611 geseculariseerde abdij Gernrode.

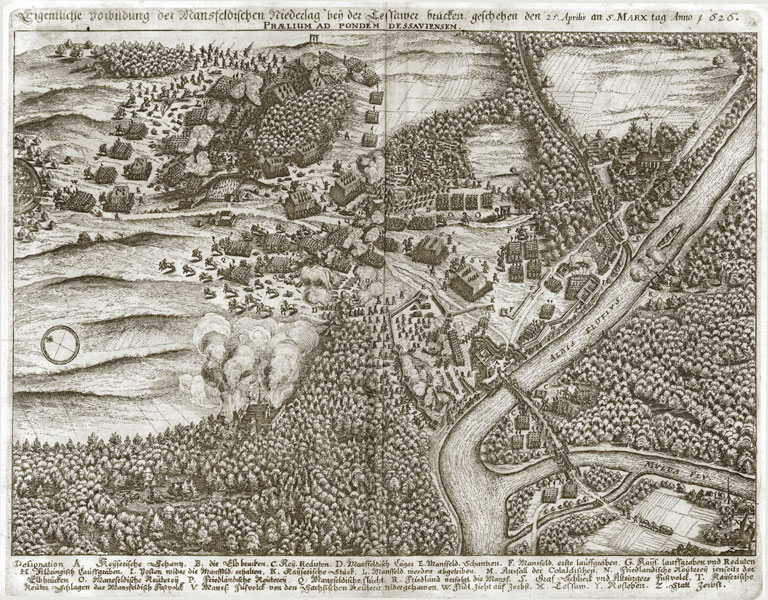
Gravure van de Slag bij Dessau uit het Theatrum Europaeum, door Matthäus Merian de Oude.

Twee vorsten die in het begin van de zeventiende eeuw regeerden hadden ook buiten Anhalt invloed. Lodewijk I van Anhalt-Köthen was medeoprichter en voorzitter van het Fruchtbringende Gesellschaft, een groep van vorsten en hoogwaardigheidsbekleders die zich inzetten voor het gebruik van het Duits in de kunsten, de wetenschap en het bestuur. Christiaan I van Anhalt-Bernburg speelde als adviseur van twee keurvorsten van de Palts een belangrijke rol bij het uitbreken van de Dertigjarige Oorlog. Als raadgever van Frederik IV van de Palts was hij nauw betrokken bij de oprichting van de Protestantse Unie. Toen in 1618 de Boheemse Opstand uitbrak, adviseerde Christiaan keurvorst Frederik V om de Boheemse koningskroon aan te nemen uit handen van de opstandige Boheemse edelen. Keizer Ferdinand II versloeg het Boheems-Paltische leger echter in de Slag op de Witte Berg en herstelde zijn gezag over Bohemen. Frederik V en zijn medestanders moesten vluchten. Christiaan I kon pas in 1624 weer naar Anhalt terugkeren.
Vanaf 1625 werd Anhalt direct door de oorlog getroffen. Keizerlijke troepen bezetten de strategisch gelegen brug over de Elbe tussen Dessau en Roßlau. Op 25 april 1626 probeerde de graaf van Mansfeld zonder succes de brug te veroveren op het keizerlijke leger onder Wallenstein. Regelmatig trokken verschillende legers brandschattend en plunderend door het kleine en slecht verdedigbare Anhalt. De brug bij Dessau werd in 1631 door keizerlijke troepen verwoest. In 1635 ondertekenden de vorsten van Anhalt het Verdrag van Praag en sloten vrede met de keizer. Het land werd echter niet gespaard door langstrekkende troepen. In 1644 beschoten de Zweden vanuit het kasteel van Bernburg de stad, waar een keizerlijke bezettingsmacht was gelegerd.
In 1648 werd de oorlog met de Vrede van Westfalen beëindigd. Ongeveer een derde deel van de bevolking was tijdens de oorlog door krijgshandelingen en pestepidemieën omgekomen. Grote delen van het land waren verwoest en de staatsschulden waren tot een recordhoogte van 500.000 Taler gestegen. De jaarinkomsten van alle vorstendommen samen bedroegen slechts een vijfde deel van dit bedrag. De wederopbouw zou tientallen jaren duren.

### Wederopbouw en de Pruisische connectie

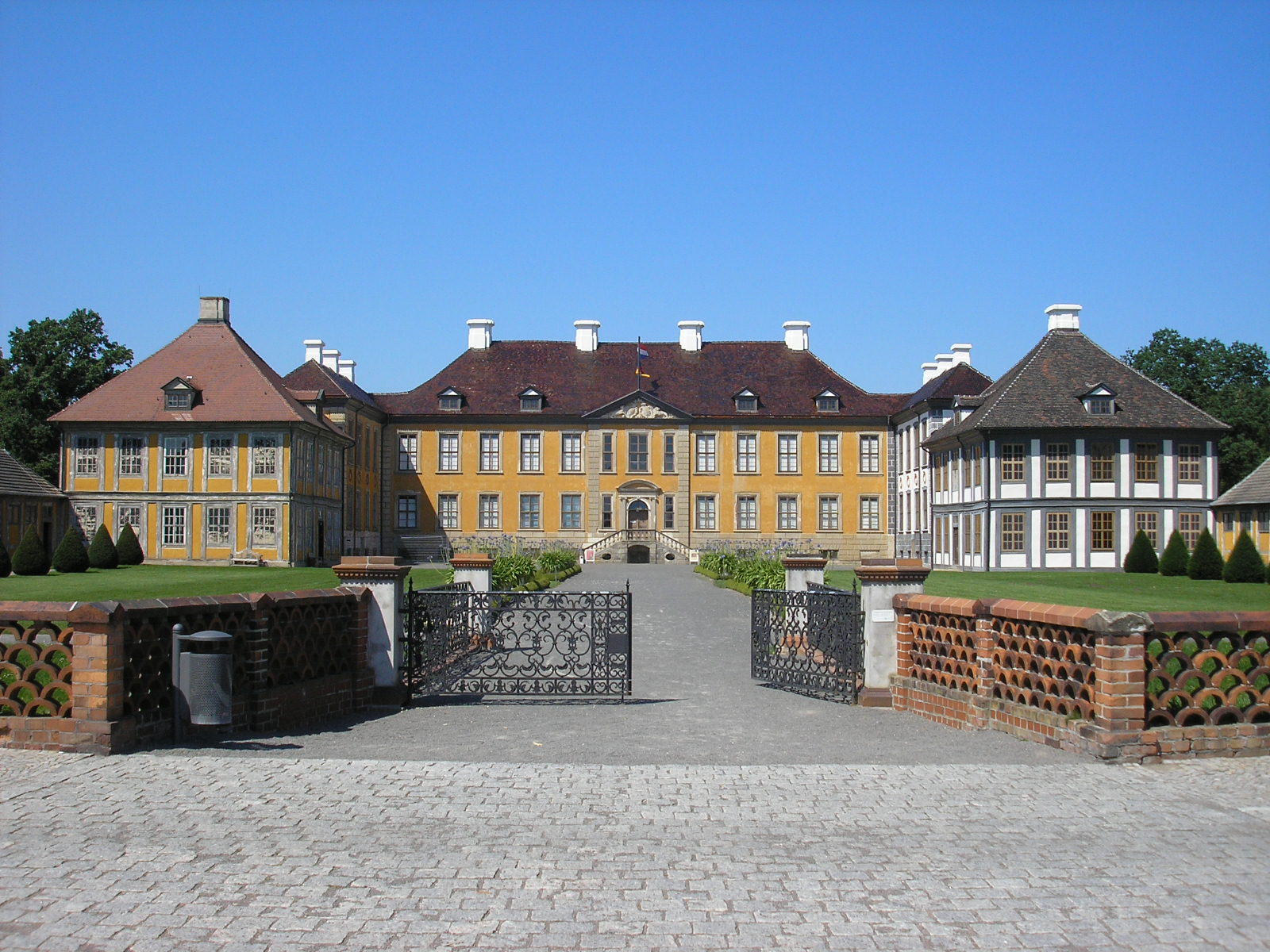
Schloss Oranienbaum.

Om verdere verzwakking van hun door oorlog verwoeste land te voorkomen probeerden de vorsten na de oorlog nieuwe delingen te voorkomen. De laatste deling waarbij een zelfstandig vorstendom ontstond vond plaats in 1635. Vijf jaar na de dood van hun vader verdeelden Christiaan II en Frederik Anhalt-Bernburg onder elkaar, waarbij Frederik Anhalt-Bernburg-Harzgerode kreeg. Na een vergelijk met zijn broer wist Frederik in 1647 ook de landsheerlijke rechten voor zijn deel te verkrijgen. Bij latere delingen bleven de landsheerlijke rechten bij de oudste zoon.
Vooral het oosten van Anhalt begon zich in de eerste decennia na de oorlog economisch en cultureel weer te ontwikkelen. In 1667 erfde Karel Willem van Anhalt-Zerbst de heerlijkheid Jever in Oost-Friesland. Met de inkomsten uit Jever, dat nauwelijks onder de oorlog geleden had, kon hij de Nederlandse architect Cornelis Ryckwaert het kasteel in Coswig in Hollands classicistische stijl laten verbouwen. Later vernieuwde Ryckwaert in opdracht van Henriëtte Catharina van Oranje-Nassau, de vrouw van Johan George II van Anhalt-Dessau, het tot Oranienbaumhernoemde dorp Nischwitz geheel en bouwde hier ook een slot. Met de bouw van deze nieuwe paleizen onderstreepten de vorsten hun aanspraken om als absolute monarchen te regeren. De rechten van de Staten van Anhalt werden steeds verder uitgehold door deze absolutistische politiek van de vorsten. In 1698 kwam de Anhaltse landdag voor het laatst bijeen.
Om immigranten aan te trekken en de economie te versterken voerden de vorsten een politiek van religieuze tolerantie. In Anhalt-Zerbst had Johan in 1644 het lutheranisme tot staatsgodsdienst verklaard, wat tot spanningen met de gereformeerde bevolking leidde. In 1679 werd het conflict opgelost: de grote Sint-Nicolaaskerk bleef gereformeerd, terwijl de kleine lutherse gemeenschap een eigen kerk mocht bouwen. In Anhalt-Dessau stond Johan George II in 1686 de joodse inwoners van Dessau toe een synagoge te bouwen. Een jaar eerder had hij Moses Benjamin Wulff als hofjood aangesteld om zijn financiën te beheren. Wulff was verantwoordelijk voor de hervorming van het muntwezen en de belastinginning, maar ook voor het uitrusten van troepen. In Anhalt ontstond een levendige Joodse cultuur. Ook de lutheranen kregen meer vrijheden. Vanaf 1690 mochten zij in Dessau een eigen kerk oprichten.
In dezelfde periode zochten de vorsten van Anhalt toenadering tot het machtige Brandenburg-Pruisen, dat direct ten noorden van Anhalt lag. Johan George II trad in 1658 in dienst als militair bij keurvorst Frederik Willem I van Brandenburg en werd uiteindelijk bevorderd tot generaal-veldmaarschalk. Militaire dienst onder de koning van Pruisen werd een traditie binnen de Anhaltse vorstenhuizen. Leopold I van Anhalt-Dessau, de alte Dessauer, was zelfs verantwoordelijk voor een groot deel van de hervormingen die Brandenburg-Pruisen tot een geduchte militaire macht maakten. In zijn eigen vorstendom, waar hij tussen 1693 en 1747 regeerde, brak Leopold I de macht van de adel door hun landgoederen op te kopen. Daarnaast stimuleerde hij de immigratie en de ontginning van moerassen langs de Elbe en de Mulde. Onder zijn bewind werden zeker twaalf dorpen gesticht en heropgebouwd. Door de aanleg van kanalen, dammen, fruitboomgaarden en manufacturen groeide de economie. Uiteindelijk kon Leopold I alle schulden afbetalen.
Leopold van Anhalt-Köthen is vooral bekend geworden als kunstmecenas. Hij trok bekende musici aan en stelde in 1717 Johann Sebastian Bach aan als zijn kapelmeester. In zijn Köthense tijd produceerde Bach enkele van zijn bekendste werken, zoals de Brandenburgse Concerten en het eerste deel van Das wohltemperierte Klavier.
Hoewel het eerstgeboorterecht in Anhalt-Bernburg in 1665 was ingevoerd, stond Victor Amadeus in 1692 een deel van zijn vorstendom af aan zijn jongste zoon Lebrecht. Na het uitsterven van het Huis Anhalt-Bernburg-Harzgerode in 1702 ontstond een conflict tussen de zoons van Victor Amadeus over de erfopvolging in Harzgerode. Na bemiddeling van de keizer moest Victor Amadeus het Amt Hoym afstaan aan zijn jongste zoon Lebrecht, terwijl zijn oudste zoon Karel Frederik hem als vorst van Anhalt-Bernburg zou opvolgen. Lebrecht werd de stamvader van het huis Anhalt-Bernburg(-Schaumburg)-Hoym dat tot 1812 bleef bestaan. Over de precieze verdelingen van de rechten bleef onenigheid bestaan.

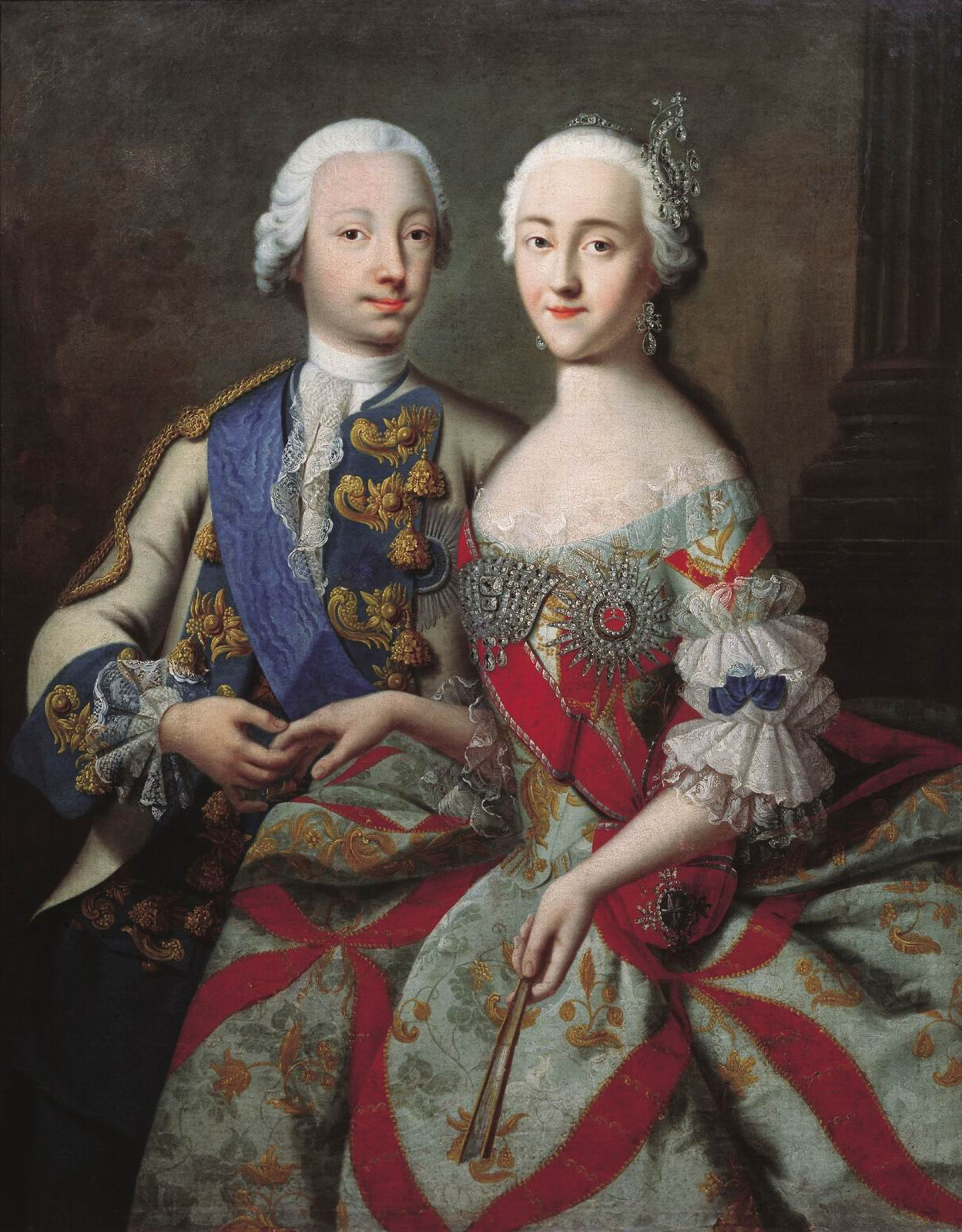
Grootvorst Karel Peter Ulrich en Catharina na hun huwelijk in 1745.

### Verlichting

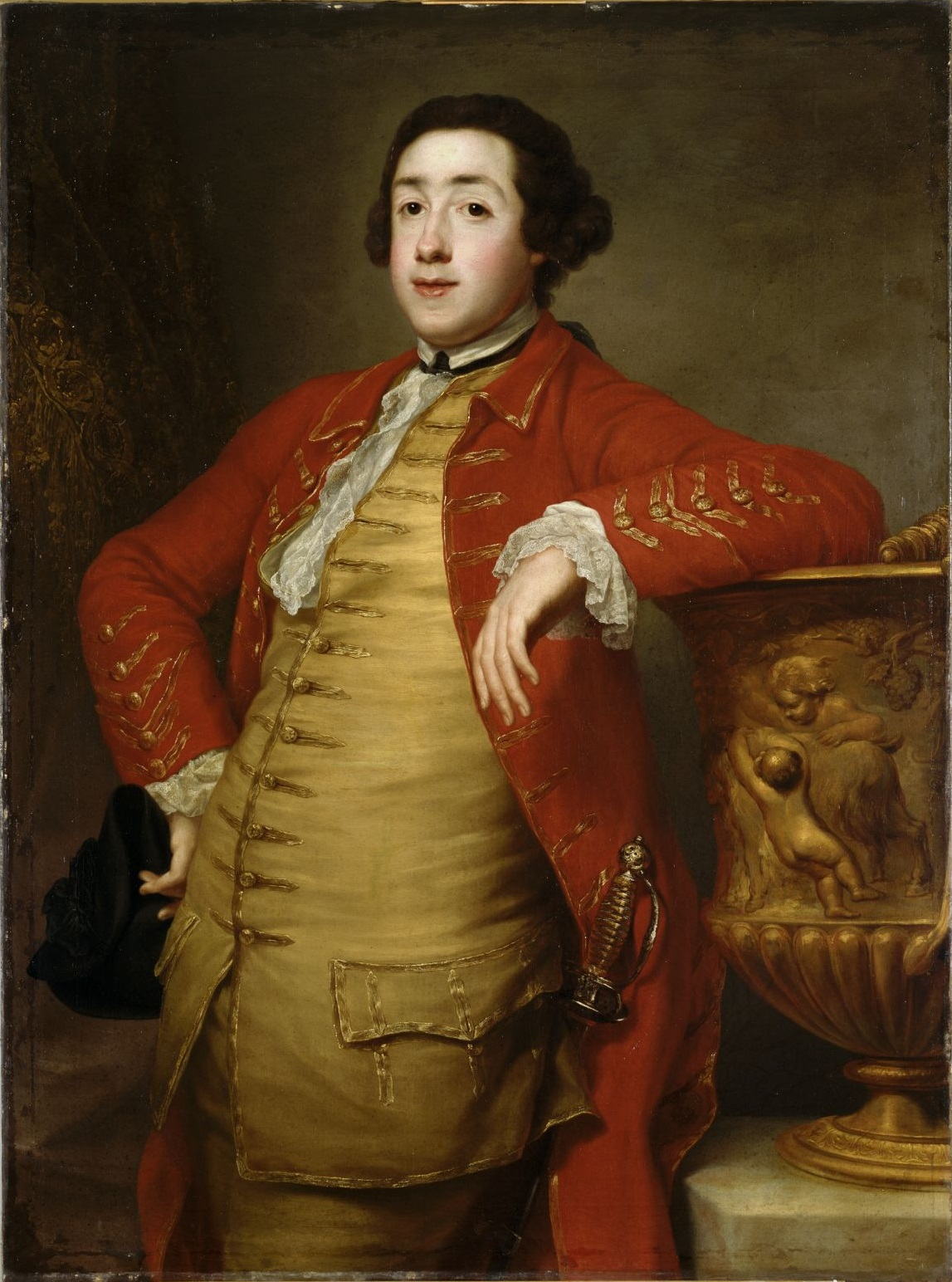
Frans van Anhalt-Dessau, 1766.

De band tussen Anhalt en Pruisen leidde in 1745 tot een huwelijk tussen Karel Peter Ulrich, de Russische troonopvolger, en Sophia van Anhalt-Zerbst. De Pruisische koning Frederik II de Grote had aangestuurd op een huwelijk tussen de dochter van een van zijn generaals en de toekomstige tsaar van Rusland. Hij wilde zo de invloed van Pruisen aan het Russische hof versterken. Sophia nam de Russische naam Catharina aan en bekeerde zich tot het Russisch-orthodoxe geloof. In 1762 werd Catharina zelf keizerin van Rusland nadat zij haar man in een staatsgreep afzette. In Anhalt zelf leidde het huwelijk tot nieuwe bouwactiviteiten; de paleizen moesten aansluiten bij de verhoogde status van de vorstelijke familie.
In het vorstendom Anhalt-Dessau was de periode van de Verlichting een tijd van ingrijpende hervormingen. Na een periode onder voogdij van zijn oom nam Leopold III Frederik Frans, die zich kortweg Frans liet noemen, in 1758 zelf de regering over. Evenals zijn voorgangers was Frans in dienst van Pruisen getreden, maar nadat hij de vernietigende Pruisische nederlaag bij Kollin had meegemaakt verliet hij in 1757 het leger. Hij verklaarde zijn vorstendom neutraal in de Zevenjarige Oorlog die op dat moment woedde. Nadat de oorlog in 1763 beëindigd werd begon Frans aan een grand tour door Europa. Op zijn reizen kwam hij in contact met de ideeën van de verlichtingsfilosofen. Eenmaal teruggekeerd in zijn vorstendom zette de vorst zich in om deze ideeën uit te voeren. Het onderwijs, de gezondheids- en welzijnszorg, de land- en bosbouw, de infrastructuur en de industrie werden op basis van het verlichtingsideaal uitgebouwd of hervormd. Frans liet modelboerderijen bouwen, nieuwe dijken aanleggen en zette een vaccinatieprogramma tegen de pokken op. Anhalt-Dessau groeide uit tot een van de modernste staten in het Heilige Roomse Rijk en werd door andere hervormers als modelstaat gezien. Op politiek gebied veranderde er echter weinig: Frans bleef als absoluut vorst regeren.

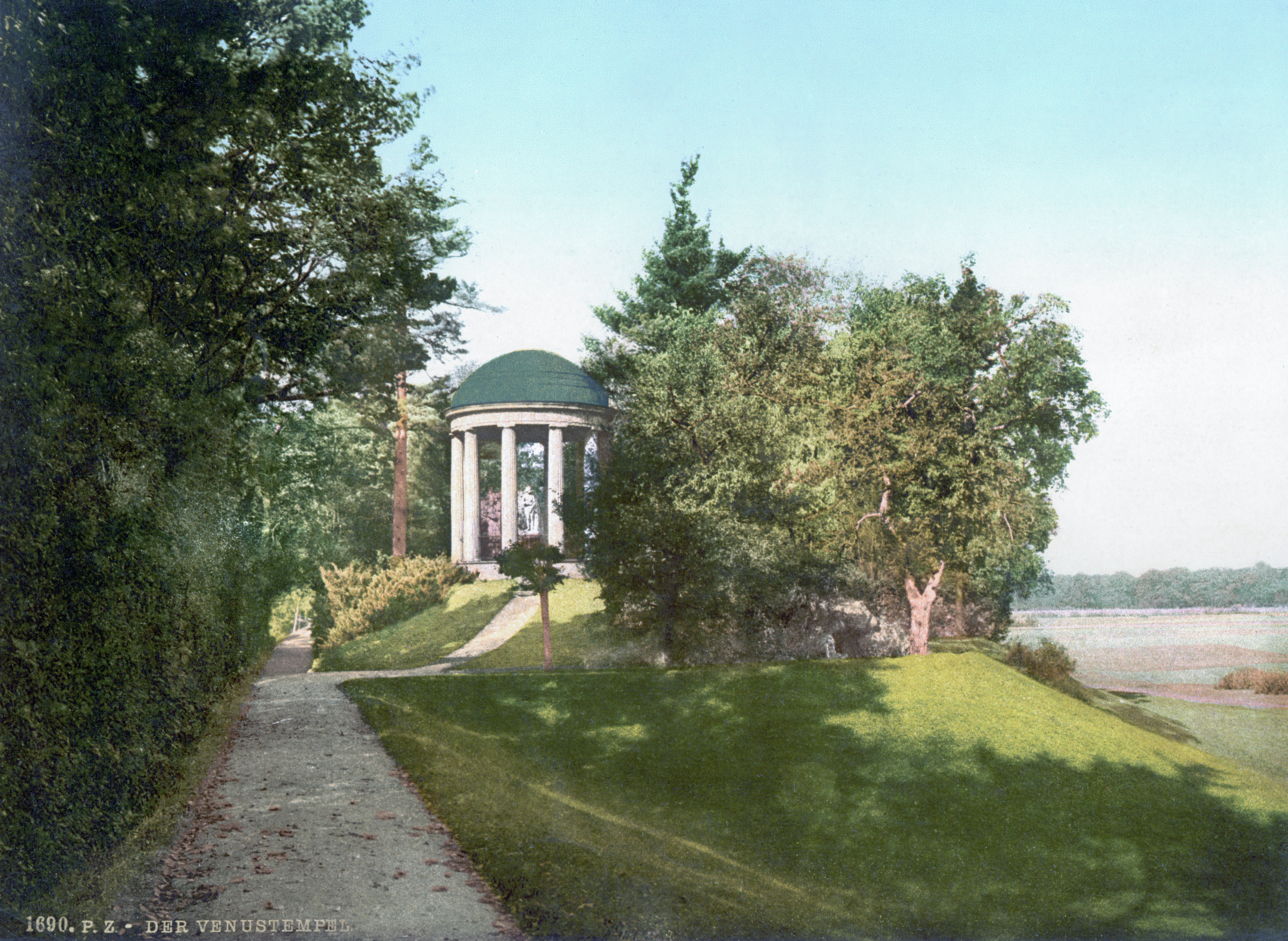
De Venustempel in het Wörlitzer Park op een ansichtkaart uit 1900.

Frans' meest omvangrijke werk is de aanleg van het Dessau-Wörlitzer Gartenreich, een parklandschap in Engelse stijl. Het hele landschap bestond uit verschillende plaatsen, paleizen en parken ten oosten van Dessau rond Wörlitz. De uiterwaarden van de Elbe, met hun uitgestrekte weides, alleenstaande eikenbomen en ruimschoots aanwezige water vormde het ideale uitgangspunt voor de aanleg van een complex van landschapstuinen. Het dorp Wörlitz werd geheel in het ontwerp ingepast: oude woonhuizen en het barokke slot werden gesloopt en de romaanse dorpskerk werd vervangen door een neogotisch kerkgebouw. Het hele parklandschap was doordrongen van de idealen van de verlichting, met zelfs een exacte kopie van het eilandje waar Rousseau begraven lag. In 2000 werd het park in de Werelderfgoedlijst van UNESCO opgenomen.
In 1793 stierf het Huis Anhalt-Zerbst in mannelijke lijn uit. Volgens de erfverdragen van het Huis Anhalt moest het vorstendom onder de overgebleven familietakken worden verdeeld. In 1796 werd de verdeling uitgevoerd: Anhalt-Bernburg kreeg het oostelijke deel met Coswig, Anhalt-Köthen kreeg het middelste deel rond Roßlau en Lindau en het westelijke deel met Zerbst viel aan Anhalt-Dessau. Catharina de Grote van Rusland erfde de heerlijkheid Jever.

### Rangverhoging en de Napoleontische oorlogen
In april 1806 bevorderde Rooms-Duits Keizer Frans II Alexius van Anhalt-Bernburg tot hertog. Een paar maanden later trad de keizer af, waarbij hij de Duitse vorsten van hun leenband ontsloeg. Het Heilige Roomse Rijk hield op te bestaan. Onder druk van de Franse keizer Napoleon Bonaparte waren de meeste Duitse vorsten al lid geworden van de Rijnbond, het verbond waarin de Duitse vazalstaten van Napoleon verenigd waren. Na de Pruisische nederlaag bij Jena en Auerstedt traden ook de Anhaltse vorstendommen noodgedwongen toe tot de Rijnbond. Daarbij werden ook Frans van Anhalt-Dessau en August Christiaan van Anhalt-Köthen tot hertog verheven. August Christiaan bewonderde de Franse keizer en in 1810 voerde hij de Code Napoléon in zijn hertogdom in.
De Anhaltse hertogdommen telden in deze periode ongeveer 120.000 inwoners. Daarvan moesten er 800 als soldaat in de Napoleontische legers dienen. Ook in de voor Napoleon desastreus verlopen veldtocht naar Rusland vochten Anhaltse soldaten mee. In 1813 vocht een Anhalts cavalerieregiment in de Slag bij Kulm voor de Fransen terwijl een ander regiment aan de zijde van Pruisen en Rusland streed. Vanwege zijn centrale ligging werd Anhalt regelmatig doorkruist door verschillende legers. Vooral in 1813 kwam het tot plunderingen. Voorafgaand aan de Slag bij Leipzig waren rond de 180.000 Russische, Zweedse en Pruisische soldaten in Anhalt ingekwartierd. Op 1 december 1813 traden de Anhaltse hertogen officieel tot de anti-Franse coalitie toe. In 1815 werd Napoleon definitief verslagen en op het Congres van Wenen werden de oude staatkundige structuren zoveel mogelijk hersteld. De Duitse landen verkregen de soevereiniteit en traden toe tot de Duitse Bond, het Heilige Roomse Rijk werd niet meer heropgericht.

## Moderne Tijd

### Restauratie
Tussen 1815 en 1848 regeerden de hertogen van Anhalt in de geest van de restauratie: burgerlijke en nationalistische ideeën moesten tegengegaan worden. Na de dood van hertog Frans van Anhalt-Dessau in 1817 draaide zijn opvolger een aantal van zijn hervormingen zelfs terug. Pas aan het einde van de jaren 1830 voerden de hertogen een aantal noodzakelijke landbouwhervormingen door. Zo schaften ze de sinds de middeleeuwen gebruikelijke herendiensten en betalingen in natura af.
Voor de hertogdommen Anhalt-Bernburg en Anhalt-Köthen vormde de eerste helft van de negentiende eeuw een laatste bloeiperiode. Ballenstedt, de residentie van de hertogen van Anhalt-Bernburg, groeide uit tot een voorbeeld van de biedermeierstijl. Alexisbad, dat in 1810 door hertog Alexius gesticht werd, was het eerste kuuroord in de Harz. In de zomermaanden was het een geliefde ontmoetingsplaats voor edelen en kunstenaars, waaronder Carl Maria von Weber, Hans Christian Andersen en Caroline Bardua. De ijzergieterij in Mägdesprung was tot ver buiten Anhalt beroemd om de productie van gietijzeren sierornamenten.

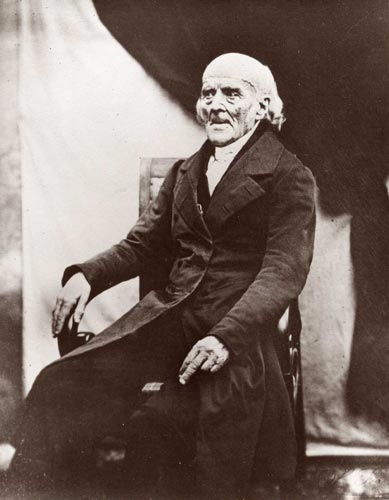
Portret van Samuel Hahnemann, de grondlegger van de homeopathie, die een groot deel van zijn leven in Köthen werkzaam was.

In 1818 erfde Ferdinand Frederik van Anhalt-Köthen-Pleß het hertogdom Anhalt-Köthen na de kinderloze dood van hertog Lodewijk August (Pleß was een heerlijkheid in Silezië die in 1765 in het bezit van het Huis Anhalt-Köthen was gekomen). Ferdinand Frederik bekeerde zich in 1825 tot het rooms-katholicisme. Als symbool voor zijn nieuwe geloof liet de hertog Gottfried Bandhauer in Köthen een kerk ter ere van Maria bouwen. Toen de toren van het gebouw instortte zag de grotendeels protestantse bevolking dit als een terechtwijzing van God. In 1828 liet de hertog Bandhauer een klooster en een hospitaal ontwerpen voor de Hospitaalbroeders van Sint Johannes de Deo. Sinds de reformatie was dit het eerste klooster in Anhalt. Ten behoeve van schapenhouderij kocht de hertog in 1828 een groot stuk land iets ten noorden van de Krim in Rusland, waar hij de kolonie Ascania Nova stichtte. Daarnaast had de hertog in 1821 Samuel Hahnemann, de grondlegger van de Homeopathie, tot zijn persoonlijke lijfarts benoemd. Tijdens zijn periode in Köthen verfijnde Hahnemann zijn homeopathische methoden.

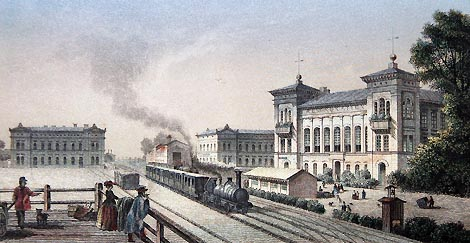
Staalgravure van het station van Köthen rond 1850.

Onder Ferdinand Frederiks opvolger, hertog Hendrik, werd het voorheen landelijke Köthen in 1840 aangesloten op het spoorwegnetwerk. De stad groeide uit tot een van de eerste spoorwegknooppunten van Duitsland, met verbindingen naar Leipzig, Maagdenburg en Berlijn. Kort daarop kregen ook Bernburg, Coswig en Dessau een treinverbinding, Zerbst en Ballenstedt volgden pas aan het einde van de jaren 1860.

### Revolutie
In 1845 werd het stroomgebied van de Elbe getroffen door zware overstromingen. Akkers liepen onder en de geleden schade was enorm. In het volgende jaar leidde het slechte weer tot mislukte oogsten. In 1847 werd de prijs van brood en aardappelen verdrie- tot -viervoudigd. De protesten over de prijsstijgingen bereidden de weg voor de algehele opstanden die in het revolutiejaar 1848 in heel Europa uitbraken. Onder druk van de burgers ondertekende Leopold IV Frederik op 28 en 29 oktober nieuwe grondwetten van Anhalt-Dessau en Anhalt-Köthen. Hierin werden alle inwoners van Anhalt voor de wet gelijk verklaard, de adel werd afgeschaft en de vrijheid van drukpers en vergadering werden gegarandeerd. Daarnaast schaften de nieuwe grondwetten het kerkelijk patronaatsrecht af en voerde de scheiding der machten in. In december 1848 kreeg ook Anhalt-Bernburg een grondwet. De regeringen wilden door hun toezeggingen echter alleen de revolutionairen tot bedaren brengen en riepen de hulp in van het Pruisische leger om de oude situatie te herstellen.
Op 16 maart 1849 leidde de arrestatie van de radicale democraat Joseph Calm in Bernburg tot een heftige confrontatie tussen het leger en de revolutionairen, waarbij minstens veertien slachtoffers vielen. Korte tijd later herstelde het leger de orde in het land. De in 1849 gekozen landdag werd een jaar later alweer ontbonden. In 1851 stelde de regering ook de grondwet buiten werking: de situatie van voor 1848 werd hersteld. Een aantal voormalige revolutionairen emigreerde naar de Verenigde Staten. Tot de val van de monarchie in 1918 hielden de conservatieven in Anhalt de overhand.

### Verenigingen

Kaart van het in 1863 verenigde hertogdom Anhalt.

In 1847 overleed hertog Hendrik van Anhalt-Köthen kinderloos. Volgens de erfverdragen van de Ascaniërs had zijn hertogdom tussen de twee overgebleven takken van de familie verdeeld moeten worden, maar de geesteszieke Alexander Karel van Anhalt-Bernburg zag van zijn erfdeel af. Anhalt-Köthen viel aan Leopold IV Frederik van Anhalt-Dessau. In 1853 werden de twee hertogdommen officieel samengevoegd tot Anhalt-Dessau-Köthen. Toen in 1863 ook Alexander Karel kinderloos stierf, kon Leopold IV Frederik heel Anhalt tot verenigen, met Dessau als hoofdstad.
Anhalt stond sterk onder Pruisische invloed. Aan het einde van de jaren 1820 waren de hertogdommen al toegetreden tot het Pruisische tolsysteem en na 1840 werden ook het belastingstelsel en het systeem van maten en gewichten van Pruisen overgenomen. In 1866 trad Anhalt toe tot de Noord-Duitse Bond. Een jaar later werden alle Anhaltse legereenheden opgenomen in het Pruisische leger. Als aanvoerder van het Anhaltse regiment was erfprins Frederik op 18 januari 1871 aanwezig bij de proclamatie van het Duitse Keizerrijk in de Spiegelzaal van het Kasteel van Versailles.
Ook de twee grootste protestantse kerkgenootschappen van Anhalt kwamen tot een vereniging. Tijdens de hele negentiende eeuw waren de lutherse en de gereformeerde kerken steeds nader tot elkaar gekomen. In 1865 werd een gezamenlijke kerkenraad opgericht en in 1875 volgde een verordening betreffende kerkgemeentes. Met de oprichting van een gezamenlijke synode was de "unie" van de twee kerken voltooid.
| Bevolkingsgroei in Anhalt | Bevolkingsgroei in Anhalt |
| Jaar                      | Bevolking                 |
| ------------------------- | ------------------------- |
| 1865                      | 194,200                   |
| 1875                      | 213.565                   |
| 1885                      | 248.166                   |
| 1895                      | 293.298                   |
| 1905                      | 328.029                   |
| 1914                      | 333.000                   |

### Industrialisatie
Onder invloed van de Industriële revolutie maakte de economie van Anhalt een enorme groei door en konden nieuwe inkomstenbronnen aangeboord worden, zoals de winning van potas en bruinkool en het verbouwen van suikerbieten. Na 1870 ontwikkelde Anhalt zich tot een van de modernste industriële regio's in het Duitse Keizerrijk. Dat was niet alleen een gevolg van de aanwezigheid van grondstoffen, maar ook van de centrale ligging in Duitsland, het goed ontwikkelde spoorwegnetwerk en de toegenomen scheepvaart over de Elbe en de Saale. Een aantal Anhaltse ondernemingen waren voor de hele Duitse economie van belang, zoals het Deutsche Continental-Gas-Gesellschaft en de scheepswerf van Roßlau. In 1895 richtte Hugo Junkers in Dessau de firma Junkers & Co. op, die aanvankelijk vooral geisers en gaskachels produceerde, maar later uitgroeide tot de grootste vliegtuigproducent van Duitsland.

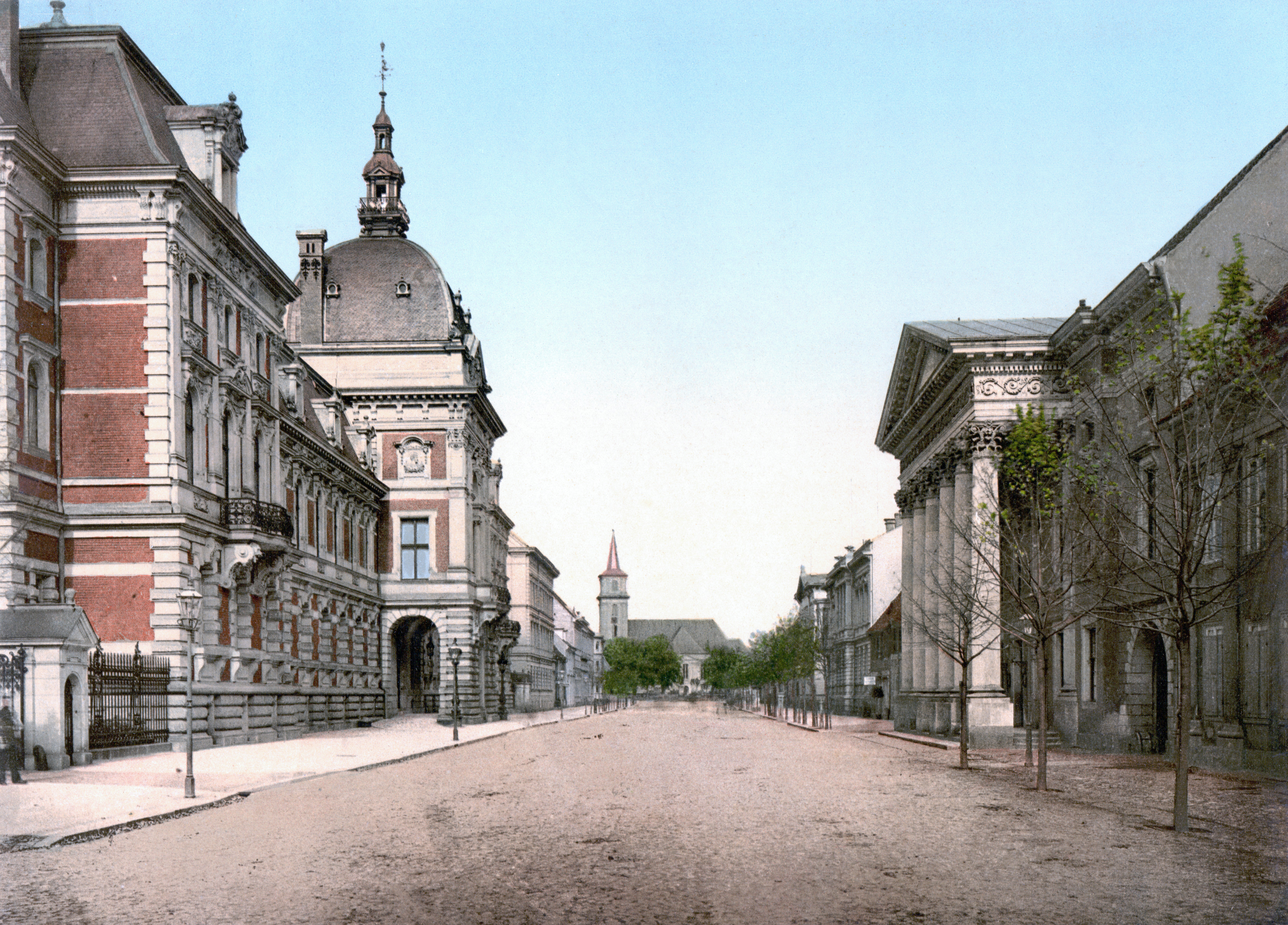
De Cavalierstraße in Dessau, met links het erfprinselijk paleis en rechts het Hoftheater uit 1797.

De bevolkingsopbouw, de steden en het landschap ondergingen door de industrialisering ingrijpende veranderingen. Tussen 1871 en 1900 nam de bevolking met ongeveer een derde toe, waarbij vooral de steden sterk groeiden. Nieuwe woonwijken en extra verdiepingen op bestaande gebouwen moesten het tekort aan woonruimte oplossen. Het verkeer nam toe en in Dessau en Bernburg werden trambanen aangelegd. Het telegrafienetwerk omvatte behalve de steden ook de plattelandsgemeentes. Het vruchtbare gebied tussen Bernburg en Köthen veranderde door de suikerbietproductie in een uitgestrekte cultuursteppe.
Tot het midden van de negentiende eeuw was de bevolking voornamelijk in de landbouw werkzaam geweest. Daarna nam het aantal fabrieksarbeiders fors toe. Daarmee werd het ook de sociale ongelijkheid in de steden steeds zichtbaarder. In 1867 werd voor het eerst een vereniging van arbeiders opgericht, die de belangen van de arbeidersklasse moest verdedigen. De Sozialdemokratische Partei Deutschlands (SPD) had veel aanhangers. Bij de Rijksdagverkiezingen van 1912 haalden de sociaaldemocraten in Anhalt 46% van de stemmen.

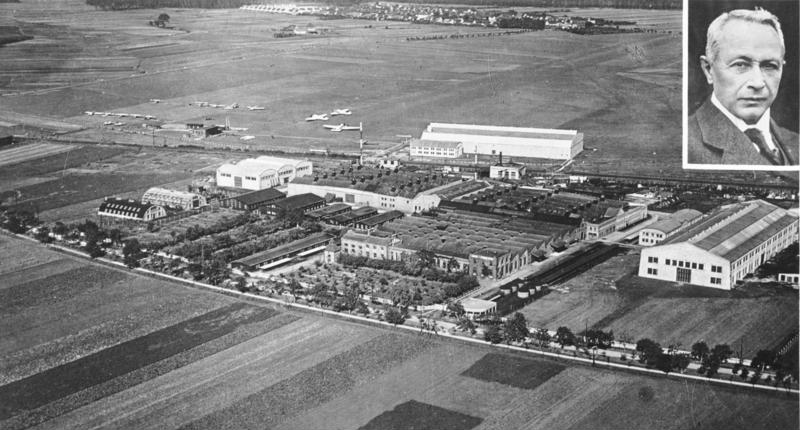
Luchtfoto van de Junkersfabriek in Dessau in 1928, met een portret van Hugo Junkers.

### Het einde van de monarchie en de Vrijstaat Anhalt
Toen in 1914 de Eerste Wereldoorlog uitbrak, grepen de inwoners van Anhalt enthousiast naar de wapens. Na vier jaar oorlog was de stemming in het najaar van 1918 omgeslagen. Demonstrerende arbeiders en soldaten trokken door de straten, maar in tegenstelling tot in Pruisen bleven de protesten vreedzaam. Aan het begin van de Novemberrevolutie namen soldatenraden het bestuur van het land over. Op 12 november dwongen de sociaaldemocraten prins-regent Aribert om af te treden in naam van zijn minderjarige neef Joachim Ernst. Anhalt werd een vrijstaat binnen de Weimarrepubliek.
Op 14 november nam een uit zeven man bestaande staatsraad onder leiding van de sociaaldemocraat Wolfgang Heine de voorlopige regering op zich. Bij de landdagverkiezingen op 15 december 1918 kreeg de SPD 22 van de 36 zetels, maar sloot toch een coalitie met de Deutsche Demokratische Partei. Korte tijd later werd de SPD'er Heinrich Deist tot eerste staatspresident gekozen. Anhalt was het eerste bondsland van Duitsland waar de politieke verhoudingen zich na de Novemberrevolutie normaliseerden. De afzetting van de hertogen ging gepaard met een scheiding tussen het kerkelijk en het wereldlijk bestuur. Op 14 augustus 1920 kreeg de Landeskirche een nieuw statuut, waarin de positie van de hertogen overgenomen werd door een kerkenraad.

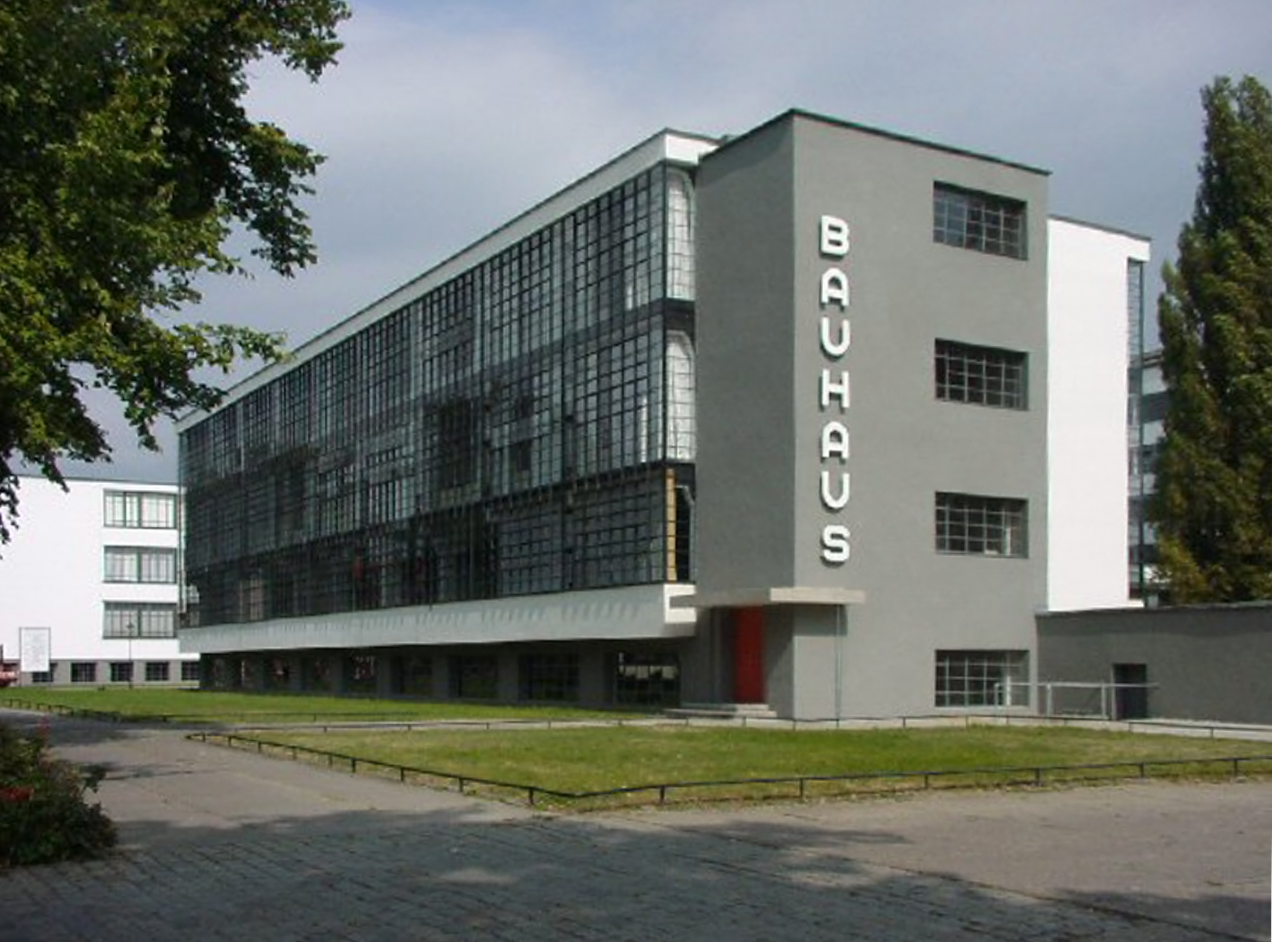
Het Bauhausgebouw in Dessau, ontworpen door Walter Gropius.

Naar aanleiding van de Kapp-putsch vielen ook in Anhalt doden en gewonden. Door de sterke economie braken in Anhalt geen verdere crises uit. In 1925 verplaatste het Bauhaus zich van Weimar in Thüringen naar Dessau. Tijdens de periode in Dessau groeide Bauhaus uit tot de beroemdste opleiding voor moderne kunst, design en architectuur ter wereld.
De Grote Depressie trof Anhalt bijzonder hard. Bedrijven gingen failliet en duizenden arbeiders werden werkeloos. Door de crisis kregen radicale partijen meer aanhangers, zeker onder de armen. In Dessau had zich al in 1925 een afdeling van de Nationaalsocialistische Duitse Arbeiderspartij (NSDAP) gevestigd. In Köthen hield de partij vanaf 1927 Gouwbijeenkomsten, de Gautage. Bij de gemeenteraadsverkiezingen van 1931 wist de NSDAP in de meeste plaatsen de meerderheid te behalen. Bij de landdagverkiezingen van 1932 kreeg de NSDAP 15 zetels en werd daarmee ook in de landdag van Anhalt de grootste partij. De nationaalsocialist Alfred Freyberg werd benoemd tot minister-president. Anhalt was de eerste deelstaat waarvan het bestuur in handen van de nazi's was gevallen en stond daarmee model voor de machtsovername door de NSDAP in andere deelstaten.

### Het Derde Rijk en de Tweede Wereldoorlog
Een van de eerste besluiten die het NSDAP-bestuur nam was de verplaatsing en later de sluiting van het Bauhaus, omdat het instituut niet aansloot bij de nationaalsocialistische ideologie. Na de benoeming van Hitler tot rijkskanselier in 1933 begon het regime zijn greep op de samenleving nog verder te versterken, waarbij openlijk geweld gebruikt werd. In Roßlau opende de regering een concentratiekamp voor politieke tegenstanders en in 1934 kreeg Ballenstedt een Nationalpolitische Erziehungsanstalt. De ondernemer Hugo Junkers werd onteigend, waarna de Junkers-fabrieken tot een van de belangrijkste militaire werkplaatsen van nazi-Duitsland uitgroeiden.

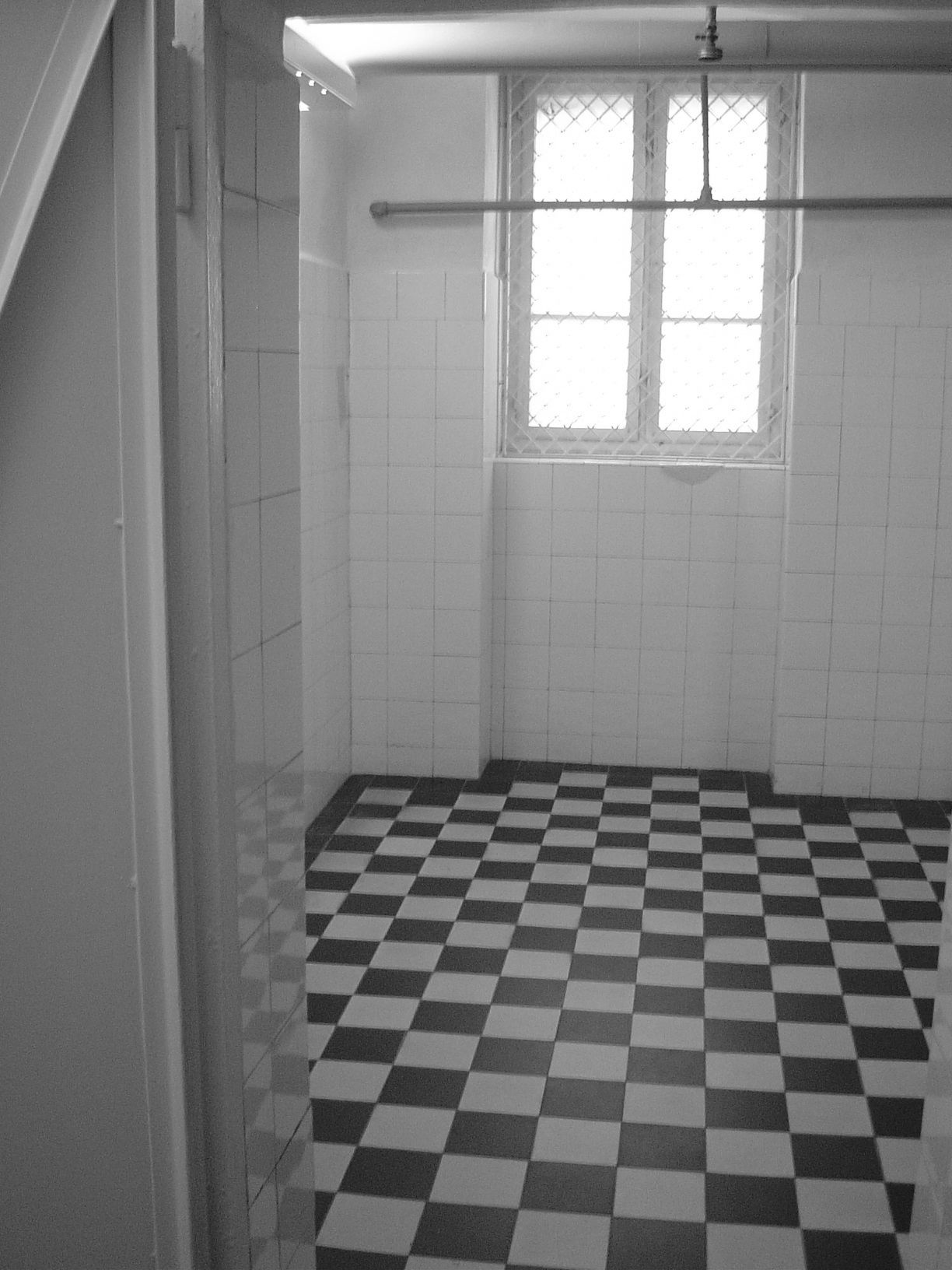
De gaskamer van het euthanasiecentrum in Bernburg, waar duizenden mensen zijn vermoordt.

Als onderdeel van de gelijkschakelingspolitiek werden de deelstaten Brunswijk en Anhalt onder een rijksstadhouder verenigd. Formeel bleef Anhalt als staat bestaan, maar de staat moest alle politieke rechten opgeven. Binnen de structuur van gouwen van de NSDAP werd Anhalt samen met een deel van de Pruisische provincie Saksen samengevoegd tot de gouw Maagdenburg-Anhalt. De functies van gouwleider en rijksstadhouder werden steeds door dezelfde persoon vervuld.
De joodse cultuur in Anhalt werd door de nazi's geheel vernietigd. Tijdens de Kristallnacht van 9 op 10 november 1938 escaleerde het antisemitische geweld. De synagogen in Bernburg, Coswig, Dessau, Jeßnitz, Köthen en Sandersleben werden geplunderd en bijna geheel vernietigd. Alleen in Gröbzig en Wörlitz bleven de synagogen gespaard. Evenals uit de rest van Duitsland werden de Anhaltse joden gedeporteerd om uiteindelijk in vernietigingskampen vermoord te worden. In Bernburg werd een deel van het verpleegtehuis als euthanasiecentrum ingericht, als onderdeel van het euthanasie- en sterilisatieprogramma van nazi-Duitsland. 9384 patiënten uit verschillende zieken- en verpleeghuizen en ongeveer 5000 gevangenen uit concentratiekampen werden hier door verstikking met Koolstofmonoxide vermoord.

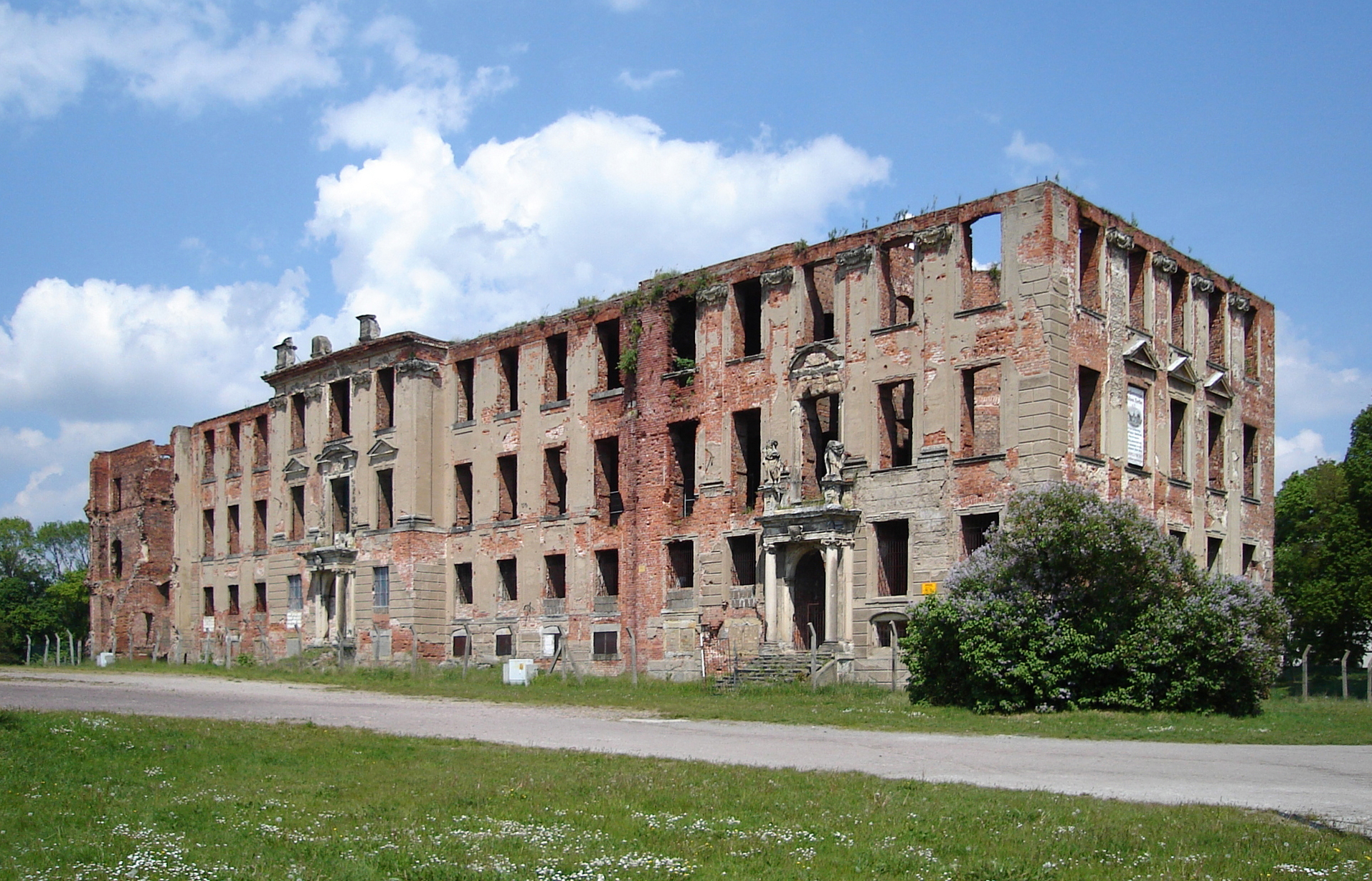
Ruïne van het kasteel van Zerbst, dat tijdens het bombardement op de stad verwoest werd.

Na het uitbreken van de Tweede Wereldoorlog was Dessau vanwege de Junkersfabrieken al vanaf 1940 een doelwit voor geallieerde bommenwerpers. De zwaarste aanval vond plaats in de nacht van 7 maart 1945. Door het gebruik van brandbommen werd het historische centrum van de stad bijna geheel vernietigd. Op 16 april werd Zerbst, dat vanwege zijn middeleeuwse stadsbeeld tot dat moment bekendstond als het "Rothenburg van het noorden", door een bombardement met de grond gelijk gemaakt. Kort daarna bezette het Amerikaanse leger het gebied. In juli 1945, na het einde van de oorlog in Europa, werd de bezetting van Anhalt echter overgedragen aan het Rode Leger van de Sovjet-Unie.

### Het einde van Anhalt
Op 23 juli 1945 hield Anhalt formeel op te bestaan. Het land werd met de Pruisische provincies Halle-Merseburg en Maagdenburg samengevoegd tot de provincie Saksen, die in 1946 omgedoopt werd tot Saksen-Anhalt. Als onderdeel van de communistisch bestuurde Sovjet-bezettingszone werden grootgrondbezitters onteigend, waarna hun land werd overgedragen aan coöperaties, kleine boeren en vluchtelingen uit de voormalige Duitse gebieden in het oosten, die aan Polen en de Sovjet-Unie waren overgedragen. Het Sovjetbestuur liet in de zomer en de herfst grootgrondbezitters, domeinpachters, fabrieksbezitters en onder het nazibewind werkzame ambtenaren gevangennemen en in interneringskampen opsluiten. Dit overkwam ook Joachim Ernst, de laatste hertog van Anhalt, die sinds 1944 door de nazi's in Dachau gevangen gehouden werd. De voormalige hertog overleed in 1947 in een Sovjet-kamp bij Weimar. In het kader van herstelbetalingen werden 64 fabrieken uit Anhalt gedemonteerd en naar de Sovjet-Unie vervoerd.
Tot 1947 bleef Anhalt nog gedeeltelijk voortbestaan als het Regierungsbezirk Dessau, maar de landdag schafte in juli van dat jaar deze bestuurslaag af. In 1952, drie jaar na de oprichting van de Duitse Democratische Republiek (DDR) in 1949, werden ook de deelstaten afgeschaft om zo de herinnering aan de oude deelstaten. Het grootste deel van Anhalt werd ondergebracht in het Bezirk Halle, een kleiner deel in het Bezirk Maagdenburg. Historisch onderzoek naar lokale en regionale geschiedenis werd binnen de DDR ontmoedigd.
Kort voor de opheffing van de DDR en de hereniging met hereniging met West-Duitsland was er een korte discussie over de heroprichting van de Vrijstaat Anhalt. Een petitie daartoe kreeg meer dan 10.000 handtekeningen, maar op 22 juli 1990 besloot de Volkskammer, het parlement van de DDR, om de deelstaat Saksen-Anhalt opnieuw op te richten. Door bestuurlijke vernieuwingen verdwenen de grenzen van Anhalt ook op het niveau van de Landkreise. Alleen de Evangelische Landeskirche Anhalts herinnert nog aan het voormalige land.
Om de herinnering aan Anhalt levend te houden werd in 2012 het 800-jarig bestaan van Anhalt gevierd onder de naam "800 Jahre Anhalt".